# 청와대 국민청원
청와대 국민청원(靑瓦臺國民請願)은 '국민이 물으면 정부가 답한다'는 국정철학을 지향·반영하고자 청와대가 도입한 전자청원 플랫폼이었다. 2017년 8월 17일 문재인 정부 출범 100일을 맞이하여 19일 청와대 홈페이지를 '국민소통플랫폼'으로 개편하면서 신설하였다. '국민소통광장'이라는 탭을 새로 만들어 토론방, 국민신문고, 인재추천, 효자동사진관과 함께 처음 선보인 것이다. 2018년 2월 23일 기준으로 약 124,500건을 넘는 글이 올라와 일평균 658건을 기록했다.
2022년 5월 9일 폐지되었다.
임종석 대통령비서실장이 '백악관처럼 우리도 국민들의 청원에 답하자'고 아이디어를 냈고 문재인 대통령의 지지에 따라 만들어졌다. 청원은 정치개혁, 외교/통일/국방, 일자리, 미래, 성장동력, 농산어촌, 보건복지, 육아/교육, 안전/환경, 저출산/고령화대책, 행정, 반려동물, 교통/건축/국토, 경제민주화, 인권/성평등, 문화/예술/체육/언론, 기타 등 17가지 카테고리로 분류되어 있으며, 이 중에서 인권/성평등과 정치개혁 카테고리의 호응이 가장 높다고 한다. 청원을 받기만 하는 것이 아니라 30일 동안 20만 명 이상의 동의가 모일 경우에는 장관과 수석비서관을 포함한 정부 관계자의 공식 답변을 30일 이내에 들을 수 있도록 했다. 백악관의 위 더 피플은 30일 동안 10만 명 이상을 기준으로 하고 있어 다소 기준이 높은 편이지만 별도의 가입이 필요없다는 점 등은 장점으로 꼽힌다. 청와대 국민청원은 이용해본 결과 별도의 로그인은  필요하다. 
2018년 5월에는 4월 13일까지 약 8개월간 제안된 국민청원 16만 건을 모두 분석한 결과 가장 많이 언급된 것은 '아기', '여성', '정책' 등이었다고 밝혔다. 가장 많았던 것은 '대통령'이었고 '처벌', '정책' 등도 많았지만 이는 청원의 대상·내용에 일반적으로 언급되기 때문에 이를 제외한다면 국민청원이 사회적 약자를 위한 호소가 전달되는 통로 역할을 한 것이라고 설명했다. 실제로 20건을 넘는 답변들 중에서 '인권/성평등/ 분야가 가장 많았다. 윤영찬 국민소통수석은 "국민의 뜻이 어디에 있는지 구체적으로 살펴볼 수 있었다"며 국민의 삶의 질 향상을 위한 정부 차원의 노력을 지속할 것이라고 말했다.ㅣㅣㅣㅣㅣㅣㅣㅣ

## 청원 답변
| 청원주제 | 청원주제            | 참여인원    | 날짜             | 날짜             | 링크                              |
| 호수     | 카테고리            | 참여인원    | 청원일           | 답변일           | 링크                              |
| -------- | ------------------- | ----------- | ---------------- | ---------------- | --------------------------------- |
| 1        | 인권/성평등         | 296,330명   | 2017년 9월 3일   | 2017년 9월 25일  | 보관됨 2018-04-18 - 웨이백 머신   |
| 2        | 인권/성평등         | 235,372명   | 2017년 9월 30일  | 2017년 11월 26일 | 보관됨 2018-04-18 - 웨이백 머신   |
| 3        | 안전/환경           | 216,774명   | 2017년 11월 4일  | 2017년 12월 6일  | 보관됨 2018-04-18 - 웨이백 머신   |
| 4        | 미래                | 615,354명   | 2017년 9월 6일   | 2017년 12월 6일  | 보관됨 2018-04-19 - 웨이백 머신   |
| 5        | 보건복지            | 281,985명   | 2017년 11월 17일 | 2018년 1월 16일  | 보관됨 2018-04-19 - 웨이백 머신   |
| 6        | 기타                | 211,064명   | 2017년 11월 24일 | 2018년 1월 25일  | 보관됨 2018-04-18 - 웨이백 머신   |
| 6        | 성장동력            | 255,554명   | 2017년 12월 3일  | 2018년 1월 25일  | 보관됨 2018-04-18 - 웨이백 머신   |
| 7        | 성장동력            | 228,295명   | 2017년 12월 28일 | 2018년 2월 14일  | 보관됨 2018-04-18 - 웨이백 머신   |
| 8        | 보건복지            | 252,969명   | 2018년 2월 5일   | 2018년 2월 20일  | 보관됨 2018-04-18 - 웨이백 머신   |
| 9        | 인권/성평등         | 213,219명   | 2018년 1월 6일   | 2018년 2월 27일  | 보관됨 2018-04-18 - 웨이백 머신   |
| 10       | 인권/성평등         | 233,842명   | 2018년 1월 3일   | 2018년 3월 2일   | 보관됨 2018-04-18 - 웨이백 머신   |
| 11       | 문화/예술/체육/언론 | 614,127명   | 2018년 2월 19일  | 2018년 3월 6일   | 보관됨 2018-04-18 - 웨이백 머신   |
| 12       | 외교/통일/국방      | 360,905명   | 2018년 1월 20일  | 2018년 3월 6일   | 보관됨 2018-04-30 - 웨이백 머신   |
| 13       | 정치개혁            | 277,674명   | 2018년 1월 15일  | 2018년 3월 8일   | 보관됨 2018-04-18 - 웨이백 머신   |
| 14       | 문화/예술/체육/언론 | 212,992명   | 2018년 1월 18일  | 2018년 3월 8일   | 보관됨 2018-04-18 - 웨이백 머신   |
| 15       | 교통/건축/국토      | 219,395명   | 2018년 1월 14일  | 2018년 3월 14일  | 보관됨 2018-04-18 - 웨이백 머신   |
| 16       | 안전/환경           | 235,167명   | 2018년 1월 25일  | 2018년 3월 23일  | 보관됨 2018-04-18 - 웨이백 머신   |
| 17       | 인권/성평등         | 242,687명   | 2018년 2월 23일  | 2018년 3월 23일  | 보관됨 2018-04-18 - 웨이백 머신   |
| 18       | 경제민주화          | 207,772명   | 2018년 2월 8일   | 2018년 4월 9일   | 보관됨 2018-04-18 - 웨이백 머신   |
| 19       | 문화/예술/체육/언론 | 208,522명   | 2018년 2월 17일  | 2018년 4월 13일  | 보관됨 2018-04-18 - 웨이백 머신   |
| 20       | 인권/성평등         | 235,796명   | 2018년 2월 26일  | 2018년 4월 13일  | 보관됨 2018-04-18 - 웨이백 머신   |
| 21       | 인권/성평등         | 222,770명   | 2018년 3월 3일   | 2018년 4월 13일  | 보관됨 2018-04-18 - 웨이백 머신   |
| 22       | 육아/교육           | 217,054명   | 2018년 2월 23일  | 2018년 4월 24일  | 보관됨 2018-05-17 - 웨이백 머신   |
| 23       | 정치개혁            | 304,320명   | 2018년 3월 13일  | 2018년 5월 2일   | 보관됨 2018-05-17 - 웨이백 머신   |
| 24       | 행정                | 302,082명   | 2018년 4월 17일  | 2018년 5월 4일   | 보관됨 2018-05-17 - 웨이백 머신   |
| 25       | 기타                | 216,886명   | 2018년 3월 12일  | 2018년 5월 8일   | 보관됨 2018-05-17 - 웨이백 머신   |
| 26       | 안전/환경           | 278,128명   | 2018년 3월 24일  | 2018년 5월 16일  | 보관됨 2018-05-17 - 웨이백 머신   |
| 27       | 인권/성평등         | 419,006명   | 2018년 5월 11일  | 2018년 5월 21일  | 보관됨 2021-09-28 - 웨이백 머신   |
| 28       | 안전/환경           | 209,494명   | 2018년 3월 23일  | 2018년 5월 21일  | 보관됨 2018-06-04 - 웨이백 머신   |
| 29       | 인권/성평등         | 201,590명   | 2018년 5월 17일  | 2018년 5월 21일  | 보관됨 2018-06-14 - 웨이백 머신   |
| 30       | 안전/환경           | 215,036명   | 2018년 3월 28일  | 2018년 5월 25일  | 보관됨 2018-05-31 - 웨이백 머신   |
| 31       | 경제민주화          | 242,286명   | 2018년 4월 6일   | 2018년 5월 31일  | 보관됨 2018-06-10 - 웨이백 머신   |
| 32       | 정치개혁            | 260,624명   | 2018년 4월 16일  | 2018년 6월 5일   | 보관됨 2018-06-17 - 웨이백 머신   |
| 33       | 기타                | 216,163명   | 2018년 4월 15일  | 2018년 6월 11일  | 보관됨 2018-06-17 - 웨이백 머신   |
| 34       | 기타                | 334,173명   | 2018년 5월 2일   | 2018년 6월 11일  | 보관됨 2018-06-17 - 웨이백 머신   |
| 35       | 문화/예술/체육/언론 | 236,714명   | 2018년 4월 14일  | 2018년 6월 14일  | 보관됨 2018-06-17 - 웨이백 머신   |
| 36       | 반려동물            | 226,252명   | 2018년 5월 13일  | 2018년 6월 19일  | 보관됨 2018-07-15 - 웨이백 머신   |
| 37       | 외교/통일/국방      | 302,635명   | 2018년 5월 18일  | 2018년 7월 11일  | 보관됨 2018-07-15 - 웨이백 머신   |
| 38       | 문화/예술/체육/언론 | 219,987명   | 2018년 6월 14일  | 2018년 7월 13일  | 보관됨 2018-07-15 - 웨이백 머신   |
| 39       | 인권/성평등         | 240,618명   | 2018년 5월 25일  | 2018년 7월 19일  | 보관됨 2018-07-29 - 웨이백 머신   |
| 40       | 인권/성평등         | 217,143명   | 2018년 5월 28일  | 2018년 7월 19일  | 보관됨 2018-07-29 - 웨이백 머신   |
| 41       | 기타                | 224,539명   | 2018년 5월 25일  | 2018년 7월 24일  | 보관됨 2018-07-29 - 웨이백 머신   |
| 42       | 외교/통일/국방      | 714,875명   | 2018년 6월 13일  | 2018년 8월 1일   | 보관됨 2018-08-26 - 웨이백 머신   |
| 43       | 외교/통일/국방      | 207,275명   | 2018년 6월 17일  | 2018년 8월 3일   | 보관됨 2018-08-26 - 웨이백 머신   |
| 44       | 문화/예술/체육/언론 | 211,296명   | 2018년 6월 26일  | 2018년 8월 8일   | 보관됨 2018-08-26 - 웨이백 머신   |
| 45       | 반려동물            | 214,634명   | 2018년 6월 17일  | 2018년 8월 10일  | 보관됨 2018-08-26 - 웨이백 머신   |
| 46       | 반려동물            | 212,424명   | 2018년 6월 24일  | 2018년 8월 10일  | 보관됨 2018-08-26 - 웨이백 머신   |
| 47       | 기타                | 354,935명   | 2018년 6월 24일  | 2018년 8월 23일  | 보관됨 2018-08-26 - 웨이백 머신   |
| 48       | 인권/성평등         | 208,202명   | 2018년 7월 3일   | 2018년 8월 23일  | 보관됨 2018-08-26 - 웨이백 머신   |
| 49       | 육아/교육           | 413,924명   | 2018년 7월 22일  | 2018년 9월 12일  | 보관됨 2018-09-30 - 웨이백 머신   |
| 50       | 인권/성평등         | 208,543명   | 2018년 7월 29일  | 2018년 9월 27일  | 보관됨 2018-09-30 - 웨이백 머신   |
| 51       | 인권/성평등         | 330,587명   | 2018년 9월 6일   | 2018년 10월 12일 | 보관됨 2018-10-21 - 웨이백 머신   |
| 52       | 교통/건축/국토      | 406,655명   | 2018년 10월 2일  | 2018년 10월 21일 | 보관됨 2018-10-21 - 웨이백 머신   |
| 53       | 정치개혁            | 275,806명   | 2018년 10월 4일  | 2018년 10월 21일 | 보관됨 2018-10-21 - 웨이백 머신   |
| 54       | 기타                | 234,236명   | 2018년 9월 19일  | 2018년 11월 16일 | 보관됨 2018-12-27 - 웨이백 머신   |
| 55       | 인권/성평등         | 257,471명   | 2018년 10월 4일  | 2018년 11월 16일 | 보관됨 2018-12-05 - 웨이백 머신   |
| 56       | 안전/환경           | 214,306명   | 2018년 10월 23일 | 2018년 12월 7일  | 보관됨 2018-12-08 - 웨이백 머신   |
| 57       | 안전/환경           | 1,195,049명 | 2018년 10월 17일 | 2018년 12월 11일 | 보관됨 2018-12-21 - 웨이백 머신   |
| 58       | 인권/성평등         | 416,093명   | 2018년 10월 31일 | 2018년 12월 11일 | 보관됨 2018-12-06 - 웨이백 머신   |
| 59       | 인권/성평등         | 256,004명   | 2018년 10월 22일 | 2018년 12월 11일 | 보관됨 2018-12-20 - 웨이백 머신   |
| 60       | 인권/성평등         | 142,715명   | 2018년 11월 18일 | 2018년 12월 11일 | 보관됨 2018-12-23 - 웨이백 머신   |
| 61       | 보건복지            | 214,952명   | 2018년 10월 18일 | 2018년 12월 17일 | 보관됨 2019-03-06 - 웨이백 머신   |
| 62       | 문화/예술/체육/언론 | 233,495명   | 2018년 10월 19일 | 2018년 12월 18일 | 보관됨 2019-02-24 - 웨이백 머신   |
| 63       | 인권/성평등         | 261,418명   | 2018년 10월 20일 | 2018년 12월 18일 | 보관됨 2019-03-05 - 웨이백 머신   |
| 64       | 정치개혁            | 211,546명   | 2018년 10월 24일 | 2018년 12월 18일 | 보관됨 2019-03-06 - 웨이백 머신6] |
| 65       | 인권/성평등         | 206,447명   | 2018년 11월 9일  | 2018년 12월 18일 | 보관됨 2019-03-06 - 웨이백 머신   |
| 66       | 안전/환경           | 211,766명   | 2018년 10월 31일 | 2018년 12월 26일 | 보관됨 2019-03-06 - 웨이백 머신   |
| 67       | 인권/성평등         | 202,548명   | 2018년 11월 19일 | 2018년 12월 26일 | 보관됨 2019-03-06 - 웨이백 머신   |
| 68       | 인권/성평등         | 365,418명   | 2018년 11월 14일 | 2018년 12월 26일 | 보관됨 2019-03-06 - 웨이백 머신   |
| 69       | 인권/성평등         | 397,079명   | 2018년 11월 9일  | 2019년 1월 7일   | 보관됨 2019-03-06 - 웨이백 머신   |
| 70       | 정치개혁            | 243,938명   | 2018년 12월 7일  | 2019년 1월 7일   | 보관됨 2019-03-06 - 웨이백 머신   |
| 71       | 정치개혁            | 81,590명    | 2018년 12월 7일  | 2019년 1월 7일   | 보관됨 2019-03-06 - 웨이백 머신   |
| 72       | 안전/환경           | 216,615명   | 2018년 11월 22일 | 2019년 1월 18일  | 보관됨 2019-03-06 - 웨이백 머신   |
| 73       | 반려동물            | 214,251명   | 2018년 11월 27일 | 2019년 1월 18일  | 보관됨 2019-03-06 - 웨이백 머신   |
| 74       | 육아/교육           | 221,317명   | 2018년 12월 6일  | 2019년 1월 30일  | 보관됨 2019-03-06 - 웨이백 머신   |
| 75       | 교통/건축/국토      | 216,448명   | 2018년 10월 16일 | 2019년 1월 31일  | 보관됨 2019-03-06 - 웨이백 머신   |
| 76       | 인권/성평등         | 269,110명   | 2018년 12월 18일 | 2019년 2월 13일  | 보관됨 2019-03-06 - 웨이백 머신   |
| 77       | 기타                | 225,914명   | 2019년 2월 11일  | 2019년 2월 21일  | 보관됨 2019-03-02 - 웨이백 머신   |
| 78       | 정치개혁            | 302,856명   | 2019년 1월 7일   | 2019년 2월 22일  | 보관됨 2019-03-06 - 웨이백 머신   |

### 답변 1호 ~ 10호
청원에 대한 1호 답변은 「소년법」 개정 청원이다. 9월 1일 부산광역시에서 여중생 집단 폭행 사건이 일어났는데 14세 미만의 '형사 미성년자'로 분류된 가해자들이 형사처벌을 받지 않음으로써 국민적 공분을 사게 되었다. 이에 「소년법」을 개정하여 잔혹한 범죄를 저질렀으면 소년이라도 처벌을 받도록 해야 한다는 청원이 3일 청와대에 올라왔고, 답변 기준 수인 20만 명을 넘어서면서 정부가 공식적인 답변을 내놓았다. 25일 조국 민정수석비서관은 청와대 홈페이지 및 SNS 공식 계정을 통해 '친절한 청와대'라는 영상을 통해 입장을 밝혔다. 내용으로는 이러한 국민적 요청이 정당한 측면이 있다고 생각하면서도 "나이를 낮추는 것보다는 범죄 예방이 중요하다"며 "보호처분, 피해자 보호 등의 문제는 의지를 가지고 2~3년 정도 집중해서 노력하면 나아질 것", "정부가 약속을 지키고 꾸준히 일해 나갈 수 있도록 하겠다"는 입장을 피력했다.
2호 답변은 11월 26일에 나왔다. 9월 30일 원치 않은 출산은 모두에게 비극이라며 낙태죄를 폐지해달라는 청원이 올라왔고 20만 명 이상이 동의를 하여 공식 답변에 나서게 되었다. 이번에도 조국 민정수석이 답변을 하였는데 태아의 생명권이 매우 소중하지만 처벌 위주 정책으로 불법 시술이 양산되는 등의 부작용이 이어지고 있다는 점을 지적했다. 그러면서 현행 법제는 모든 책임을 여성에게만 지우고, 국가와 남성의 책임은 묻지 않는다며 사회적 논의가 필요한 단계임을 강조하였다. 또한 헌법재판소가 2012년 낙태죄에 대해 합헌 결정을 한 사례가 있지만 2017년 2월 다시 낙태죄와 관련된 「형법」 제269조제1항과 제270조제1항이 위헌인지 확인해 달라는 헌법소원이 접수되었다. 헌법재판소는 2019년 4월 11일, 임신 초기의 낙태까지 금지하고 위반 시 처벌토록한 형법 규정은 위헌이라고 결정했다. 다만 당장 낙태를 전면 허용할 수는 없다는 판단에 따라 법조항을 개정하라는 헌법불합치 결정을 내렸다.
3호 답변으로는 조두순 출소 반대와 주취감경 폐지에 대한 청원을 함께 다루었다. 2008년 당시 초등학교 3학년 여학생을 납치·성폭행하여 신체를 훼손했지만 술에 취해 심신미약이라는 이유로 징역 12년을 선고받았는데, 출소 시기가 다가오자 9월 6일 이에 대한 반대 청원이 올라왔다. 주요 내용은 재심하여 무기징역으로 처벌하자는 것이었는데, 역시 답변을 맡은 조국 민정수석은 분노에 깊이 공감하지만 "재심은 유죄 선고를 받은 범죄자가 알고 보니 무죄이거나, 죄가 가볍다는 명백한 증거가 발견된 경우, 즉 처벌받은 사람의 이익을 위해서만 청구할 수 있다"며 사실상 불가능함을 밝혔다. 보호감호제도 역시 위헌 판결을 받아 폐지되었는데 대신 전자발찌 부착 등 국가적 차원의 추가 관리는 이뤄질 수 있다고 했다. 한편, 출소 반대 청원이 많은 동의를 얻으면서도 재심이 어렵다는 사실이 알려지자 이와 같은 일이 재발하지 않도록 술을 먹고 범행을 저지를 때 심신미약이라는 이유로 감형을 받을 수 없도록 해야 한다는 청원이 11월 4일 올라왔다. 조두순 청원과 함께 답변을 한 조국 수석은 "'13세 미만 대상 성범죄'에 대한 양형기준은 …(중략)… 처벌이 강화돼 왔다"면서 「성폭력범죄의 처벌 등에 관한 특례법」이 개정되어 "성범죄의 경우 '술을 먹고 범행을 한다고 해서 봐주는 일'은 불가능하다"고 답했다. 그러면서 성범죄 이외의 다른 범죄에 대한 일괄적인 주취감경 적용 배제에는 "형법상 주취감경 조항이 별도로 있는 게 아니라 일반적인 감경사항에 관해 함께 규정하고 있어 규정 자체를 삭제하는 것은 신중한 논의가 필요하다"고 덧붙였다. 한편, 조두순 청원은 9월 6일에 등록된 청원으로 63일이 지나서야 추천자가 20만 명을 넘겼기에 답변 대상이 지적이 나왔다. 이에 청와대는 조두순 청원이 답변 기준을 정하기 전에 등록된 청원이면서 현재 최다 청원이라는 점을 감안하여 답변을 공개한다고 밝혔다.
다섯 번째 답변은 현 의료시스템의 문제점을 해결하기 위한 방안으로 권역응급의료센터의 제도적, 환경적, 인적 지원의 방안을 마련해줄 것에 대한 청원이었는데 박능후 보건복지부 장관이 "권역외상센터의 위상에 걸맞게 헌신하고 있는 기관에게는 충분한 보상과 지원을 하겠다"고 밝혔다. 1년에 외상환자는 180만 명, 중증외상은 7만 명에 육박하는데 시간과 장소를 예측할 수 없어 인력과 장비가 24시간 대기하고 있는 현실이다. 하지만 지금의 수가로는 운영이 어려우며 근무 강도도 높다며 이송체계 개선, 의료진 처우개선, 인력양성 및 관리 강화 등을 추진할 것을 밝힌 것이다. 그 외에도 의료수가를 적정 수준으로 인상하고 인건비 지원을 확대하는 등 의료진들에게 직접적인 혜택이 가도록 예산을 배분하겠다고 했다. 정부는 국무조정실을 중심으로 민관합동 태스크포스를 구성해 중증외상진료체계개선 종합대책을 마련하여 대책을 발표할 예정이다.
6호 답변은 「전기용품 및 생활용품 안전관리법」(전안법)이 '정부가 과도한 시험·인증 부담을 지우면서 영세사업자를 범법자로 모는 악법으로 과도한 인증 부담을 없애달라'는 청원에 대한 답변이었다. 답변은 채희봉 산업정책비서관이 담당했는데 "정부는 제품 안전 관련 규제가 소상공인에게 큰 부담이 될 수 있다는 청원인의 지적에 깊이 공감한다"면서 2017년 12월 국회에서 의류·가족제품·장신구 등 안전 우려가 낮은 제품에 대해 안정성 시험·인증을 면제하는 법 개정안이 통과돼 제기된 문제가 대부분 해소됐다고 설명했다. 그러면서 이러한 법 개정을 통해 영세사업자들이 약 7만 원 정도의 시험·인증 비용을 절감할 수 있게 되었다며 "앞으로 소비자 안전도 지키면서 소상공인의 경제 활동도 보장하는 정책 마련을 위해 더 노력하겠다"고 말했다.
암호화폐 규제와 관련한 답변이 7호 답변이 되었다. 암호화폐를 무조건 투기와 도박으로 몰아가며 이를 규제하는 정부에 대해 '국민들에게 단 한번이라도 행복한 꿈을 꾸게 해본적 있'냐면서 거래실명제·세금 부과의 정도를 넘어선 지나친 규제에 대한 반대를 주장했는데 답변자로 나선 홍남기 국무조정실장은 "가상통화 거래 과정에서의 불법행위와 불투명성은 막고, 블록체인 기술은 적극 육성해 나간다는 것이 정부의 기본 방침"이라고 밝혔다. 또한 어느 나라도 가상화폐를 법정화폐로 인정한 국가는 없다면서 "선의의 피해자가 발생하지 않게 단속하고 사법처리 하는 것은 정부의 당연한 역할"이라고 강조했다. 다만, 문제가 되었던 거래소 폐쇄는 언급하지 않았는데 불투명한 운영이나 취약한 보안 등에 대해서는 정부가 엄정하게 대응하겠다고만 설명했다.
8호 답변은 정형식 판사의 판결에 대한 특별 감사 청원에 대한 답변이다. 삼성물산과 제일모직의 합병으로 국민연금에 손실을 입힌 혐의로 재판이 진행 중인 이재용 삼성전자 부회장의 2심 재판에서 원심을 뒤엎고 집행유예 판결을 내린 것을 두고 범죄자의 구속을 임의로 풀어줬다며 판결에 대한 특별 감사를 청원한 것이다. 답변은 정혜승 뉴미디어비서관이 맡았는데 "헌법은 '법관은 헌법과 법률에 의해 그 양심에 따라 독립해 심판한다'고 규정하고 있다"면서 "권력분립의 원리로 청와대가 재판에 관여하거나 판사 개인에 대해 징계할 권한이 없다"고 말했다. 그러면서 "설혹 법관의 사실 인정이나 법리해석, 양형이 부당하다고 해도 그것은 법률 위반이 아니다"고 했고 법원 소속 공무원은 감사원의 감찰 대상에서 제외되기 때문에 사법부의 권한임을 밝혔다. 한편, 청와대가 해결사는 아니라면서 "청와대가 관여할 수 없는 이슈일 경우 난감하다", "(하지만) 국민의 뜻을 어떻게 반영하는지 소통하는 게 책무인 만큼 어려운 질문에도 답하겠다"고 덧붙였다.
초·중·고등학교 페미니즘 교육 의무화 청원이 9호 답변으로 선정됐다. 답변을 맡은 윤영찬 국민소통수석은 교과서에 양성평등 내용을 포함하도록 되어 있지만 양적·질적으로 부족하며 명시적인 성평등 내용도 없다면서 실제 교육이 어떻게 이루어지고 학교의 인권 지수가 어느 정도인지 실태파악이 선행되어야 한다고 강조했다. 통합 인권교육의 정규 교과 포함 여부에 대해서도 어떤 내용을 어떻게 포함시킬지 다양한 연구가 필요하다는 의견을 밝혔다. 우선 학습자료를 개발하기 위해 교육부 예산 12억 원을 활용하고 여가부와 교육청이 협력하여 성인권 교육 등을 실시하겠다고 했다. 또한 "단숨에 많은 것을 해결할 수는 없지만 정부가 차근차근 변화를 모색한다는 점을 꼭 알아주시면 좋겠다"고 전했다.
창원시에서 조두순 사건과 비슷한 사건이 발생하자 미성년자 성폭행의 형량을 종신형으로 올려야 한다는 청원이 열 번째로 답변되었다. 박상기 법무부 장관이 나와 "아동·청소년을 강간한 경우 현행법상 이미 종신형으로 처벌이 가능하다"고 설명했다. 법무부에 따르면 아동·청소년 대상 성범죄의 1심 징역형 선거 건수는 조두순 사건을 전후로 2009년 370건에서 2017년 1,304건으로 크게 증가했으며 처벌 건수 대비 징역형 선거 비율도 73%에서 81%로 높아졌다고 한다. 또 '술에 취해 성범죄를 저지른 경우 형을 감경해서는 안 된다'는 부분에 대해서도 과거에는 그런 사례가 있지만 지금은 주취감경을 하지 않도록 양형 기준이 마련되어 있다고 설명했다. 덧붙여서 미투 운동이 요즘 확산되고 있다면서 "성범죄 피해를 받은 분이 있다면 정부를 믿고 용기를 내어 피해 신고를 해주기 바란다"고 당부했다.

### 답변 11호 ~ 21호
국가대표팀에 속해 있는 김보름·박지우 선수의 이기적 태도에 대한 대표 자격 박탈과 대한빙상경기연맹의 부정부패 척결과 엄중 처벌에 대한 청원과 나경원 의원을 평창올림픽 조직위원회 위원직에서 파면시켜 달라는 청원은 김홍수 교육문화비서관이 묶어서 답변했다. 다만, 답변 번호는 각각 11호와 12호로 구분되어 있다. 두 선수는 2018년 동계 올림픽 스피드스케이팅 여자 단체 추월에서 노선영 선수와 함께 출전했는데 팀워크를 중시하는 경기에서 뒤쳐진 노선영 선수를 내버려두고 먼저 통과했으며 이후의 인터뷰에서도 그녀를 무시하는 듯한 발언을 하여 논란이 되었다. 김 비서관은 "전 세계인이 즐기는 동계올림픽에서 국민이 실망하는 일이 발생해 책임 있는 당국자의 한 사람으로서 국민에게 송구하다는 말씀을 드린다"며 팀워크 논란과 빙상연맹 부조리 등에 대해 정부 차원에서 진상조사를 하겠다는 뜻을 밝혔다. 또 "국민이 걱정하신 부분을 포함해 국가대표 선발과 관리 문제도 점검되도록 함께 살피겠다"고 강조했다. 한편, 나경원 의원과 관련해서는 "조직위 위원의 선임과 해임은 조직위의 권한"이라고 답변했다. 나경원 의원은 남북 단일팀 구성에 반대하면서 이를 반대하는 서한을 IOC에 보내서 일부 물의를 빚은 적이 있다.
13호 답변과 14호 답변도 정혜승 뉴미디어비서관과 김선 행정관이 두 청원을 묶어서 답변했으며, 주제는 국회의원의 급여를 최저임금으로 책정해 달라는 청원과 네이버에서 제공하는 기사의 댓글 조작 의혹에 대한 수사 청원이었다. 정혜승은 국회의원 시급에 대해 "「국회의원수당 등에 관한 법률」과 「국회의원수당등에관한규칙」으로 결정되므로, 정부가 관여할 수 없는 입법부의 권한"이라며 국회의원들 스스로가 조정할 문제라고 밝혔다. 그러면서도 청와대는 국민들도 알고 있을 텐데 의견을 모아준 것은 "최저임금 인상에 반대하지 말고 최저임금 현실화를 지지해달라는 주문"이라고 해석하며 "저임금 문제를 해결하는데 국회가 앞장서달라는 요구"라고 설명했다. 또한 가짜뉴스와 여론조작 등으로 언론에 대한 불신이 팽배해져있는데 네이버가 관여되어 있다는 의혹이 사회적 이슈로 떠오른 것에 대해 수사를 청원한 것에 대해서는 "수사기관이 신속하고 철저하게 진실을 밝히는 것이 중요해 보인다"는 답변을 내놨다. 정혜승은 수사 중인 사안에 정부의 언급은 부적절하다며, "현재 수사가 진행되는 것도, 네이버가 댓글정책 개선 방안을 고민하는 것도 국민의 관심이 만들어낸 변화"라고 덧붙였다.
15호 답변은 아파트 단지 내 횡단보도에서 일어난 교통사고도 중과실로 처리해달라는 청원을 답변했다. 이 청원은 청원자 본인이 그렇게 딸을 잃고 올린 청원으로 답변은 이철성 경찰청장이 맡았다. 이철성 청장은 도로 외 구역에서 교통사고를 낸 가해운전자를 처벌할 수 있도록 「도로교통법」과 「교통사고처리 특례법」을 개정하겠다고 밝혔는데, 이는 도로 외 구역에서도 보행자 보호 의무를 준수하도록 하기 위해서다. 또 법무부·국토교통부와도 함께 대책을 논의했으며, 교통안전 문화 정착을 위한 대국민 홍보도 강화할 방침이라고 했다. 마지막으로 "더 이상 이번 청원 같은 안타까운 사고가 되풀이되지 않게 관련 정부 부처 및 국회와 힘을 모으고 최선을 다하겠다"고 덧붙였다.
허위날조된 정보를 공유하고 개인의 명예를 훼손하는 인터넷 사이트 일베저장소의 폐쇄 청원과 조두순 사건의 피해자를 우롱한 만화를 그린 윤서인에 대한 처벌을 요구하는 청원은 정혜승 뉴미디어비서관과 김형연 법무비서관이 함께 묶어서 답변했다. 일베 사이트에 대해서는 "폐쇄가 가능하다"고 답변했지만 요건 확인을 위한 절차가 필요하다고 덧붙였다. 「정보통신망 이용촉진 및 정보보호 등에 관한 법률」은 음란물이나 사행성 정보, 비방 목적의 명예훼손 정보를 불법 정보로 규정하고 있는데 방송통신심의위원회의 심의를 거쳐 방송통신위원회가 제한을 명할 수 있다는 것이다. 김혜승 비서관은 "일베의 불법정보 게시글 비중 등이 사이트 폐쇄 기준에 이르는지는 좀 더 지켜봐야 한다"고 여지를 두었으며, 전반적 실태조사를 진행할 예정이라고 말했다. 윤서인에 대해서는 어떤 내용의 만평을 게재하고 그리는지는 언론의 자유이고 예술의 자유라고 전제한 뒤 「정보통신망 이용촉진 및 정보보호 등에 관한 법률」에 따라 명예훼손으로 처벌할 수는 있지만 청와대는 개별 사건에 대해 수사 지휘나 지시를 하지 않으며 피해자의 의사가 가장 중요하다는 답변을 내놓았다. 그러면서 "해당 만평은 당시 국민들의 거센 비판 속에 공개된지 10여분 만에 삭제됐으며 해당 만화가가 피해자와 피해자 가족에게 사과문을 게재하기도 했다"며 "국민 비판을 통해 문제 만평이 10분 만에 퇴출되는 '자율 규제'가 작동했다는 점이 의미가 있다"고 말했다.
김상조 공정거래위원장이 경제정의 구현을 위해 추진하는 경제민주화 정책에 대한 적극적인 지지를 당부하는 글이 20만 이상의 동의를 받아 청와대의 열여덟 번째 답변이 이루어졌다. 답변은 김상조 위원장이 직접 했는데 "경제민주화의 시작은 재벌개혁이며 가장 중요한 과제는 국민의 삶에 직접적인 변화를 가져오는 것"이라며 "불공정 즉, 갑을관계 개선 없이는 재벌개혁과 경제민주화가 불가능하다"고 밝혔다. 그러면서 재벌은 개혁의 대상이면서 한국 경제의 소중한 자산이라며 이들을 무너뜨리는 것이 아니라 국민의 자산으로 거듭나게 하는 것이 목표라고 설명였다.
연극인 이윤택의 상습 성폭행·성폭력과 관련된 연극단체의 방임·공조에 대한 조사를 촉구하는 청원, 배우 장자연의 죽음의 진실을 밝혀달라는 청원, 단역배무 자매 자살 사건에 대한 재조사 청원은 수사가 재개되었거나 진행 중인 세 사건에 대한 것으로 박형철 반부패비서관이 묶어서 각각 답했다. 이윤택과 관련하여는 이미 구속하였고 기소도 곧 이루어질 예정이라며, 고소기간과 공소시효가 지나서 사법처리가 불투명했음에도 "피해자들의 용기있는 고백과 국민청원의 힘으로 적극 수사가 이뤄"졌다고 했다. 또한 한국 사회를 휩쓰는 미투 운동에 대해서는 "여성가족부와 문화체육관광부가 진상조사를 담당하고, 경찰청이 수사와 2차 피해 방지, 법무부가 관련 법률 개정 추진을 맡는 등 12개 관련 부처가 성폭력 근절 대책 협의체를 구성해 역할을 분담하고 있으며 중장기 예방대책도 마련할 것"이라고 답했다. 장자연에 대해서는 법무부가 사전조사 대상으로 선정했으며 이후 재수사 여부를 결정하게 된다며 과거 수사에 미진한 부분이 없었는지 등 "의혹 규명을 위해 최선을 다할 것으로 기대한다"고 했다. 단역배우는 욕사 경찰청이 진상조사 TF를 꾸렸다며 당시 수사에 대한 과오가 없었는지 조사가 진행 중이라고 밝혔다. 또한 "성폭력 피해자들이 안정된 상태에서 조사받을 수 있또록 '성폭력 피해자 조사 표준모델'을 개발해 경찰관들을 교육하는 등 조사시스템에 대한 전반적인 재검토와 함께 피해자 국선변호인제도 등 피해자들이 받을 수 있는 도움에 대해 적극적으로 고지할 예정"이라고 밝혔다. 마지막으로 폭력으로부터 사회적 약자를 보호하기 위해 국가나 수사기관이 해야 할 책무를 더욱 무겁게 받아들인다며 "미투 운동으로 촉발된 국민적 관심을 이어받아 정부도 더 노력하겠다"고 했다.

### 답변 22호 ~ 30호
22번째 답변은 미혼모에 대한 경제적 지원에 대한 청원으로 엄규숙 여성가족비서관이 답변을 맡았다. 청원의 취지는 생모가 이혼한 아이 생부에게 양육비를 청구할 수 있도록 법에 규정되어 있지만 실제 지원을 받는 경우는 2010년 기준으로 4.7%에 불과하니 덴마크처럼 정부가 양육비를 의무적으로 지급한 뒤 생부의 소득에서 원천징수를 하는 법 개정을 요청하는 것이다. 엄규숙은 재정 부담으로 인해 지금껏 법 개정을 이루지 못했지만 청원 내용인 대지급제를 포함한 양육비 이행지원제도 실효성 확보 방안에 대한 연구용역을 이미 의뢰했다고 밝혔다. 그러면서 아동의 권리를 보호하기 위해 양육비 지원 대상과 규모를 늘릴 계획이며 30세 미만 한부모에 대한 특별지원방안도 검토하고 있다고 덧붙였다.
23번째 답변은 국민과의 약속인 공약 이행을 위한 정부 개헌안의 통과에 관한 청원이다. 진성준 정무기획비서관이 답을 했는데 이미 발의한 개헌안이 「국민투표법」의 개정 무산으로 당초 약속한 2018년 지방선거와 동시에 실시하지 못하게 된 것에 대해 "정말 송구하고 안타깝다"고 밝혔다. 그러면서 국회의 태도를 '정쟁과 직무유기'라며 강하게 비난하였다. 그럼에도 정부는 개헌안의 취지를 살려 국민주권 향상을 위해 노력하겠다는 뜻을 덧붙였다.
24호 답변은 다산신도시 실버택배에 대한 세금 지원 반대 청원이다. 다산신도시의 일부 아파트에서 단지 내 교통사고를 막기 위해 차량의 지상부 진입을 막았는데 높이제한으로 택배 차량이 진입하지 못하면서 입주민들과 택배 직원 사이에 갈등이 생기고 갑질 논란이 일었다. 이에 대한 대책으로 국토교통부가 입주민 중 노인들이 택배를 입구에서 주택까지 옮기는 실버택배 도입을 권했는데 이 제도는 비용의 절반을 정부가 부담한다는 점에서 새로운 비판을 불렀다. 이후 국토부는 중재안을 철회했지만 국민청원에 등록되어 답변 기준을 충족하자 김현미 장관이 직접 답변자로 나서 "택배사와 입주민이 협의하는 방안을 검토하겠다"고 밝혔다. 또 아파트 내에 차량이 출입할 수 있도록 지하주차장의 층고를 높이고 택배 기사들의 열악한 처우도 개선할 것을 약속했다.
25번째 답변은 안전성 논란이 계속되는 유전자 변형 식품(GMO)의 GMO 표시 의무와 급식 사용의 금지 청원이다. 이진석 사회정책비서관이 답변자로 나섰는데 우선 "국내에는 식용 목적의 GMO 작물 생산은 없"으며 "안전성이 확인된 대두, 옥수수, 카놀라, 사탕무, 알팔파, 면화 등 6종만 수입 판매가 허용되고" 있다고 밝혔다. 현행 제도는 기술로 GMO 단백질 유전자가 검출되는 경우에만 GMO 제품임을 표시하도록 되어 있는데 청원은 원재료가 GMO인 경우 모두 GMO 제품 표시를 하는 완전표시제를 주장한 것이다. 하지만 이진석은 안전성 문제에 대해 이견이 있으며 대두와 옥수수의 자급률이 10%에도 미치지 못하기에 자칫 물가 상승으로 이어질 우려가 있고 통상 마찰도 일어날 수 있다며 신중하고 종합적으로 고려해야 한다고 말했다. 다만, 소비자의 알권리를 위해 개선방안을 마련하겠다고 답했다. 공공급식에서 GMO 식품을 제외하자는 의견에 대해서는 현재 기준으로 사실상 쓰이지 않는다고 답했다.
미세먼지 문제에 대한 중국에의 항의 요구 청원이 김혜애 기후환경비서관에 의해 26호 답변으로 이루어졌다. 김혜애는 한중일 3국이 5년동안 미세먼지 연구를 공동 진행하고 있다며 다음 달에 결과가 나온다고 말하면서 아직까지 미세먼지의 원인이 중국이라는 확실한 인과관계가 분명하지 않다는 점을 강조했다. 이러한 이유로 중국과 소송을 해도 국제법 위반을 적용하기 어렵다고 밝혔다. 다만, 정상회담 등에서 미세먼지를 의제화하고 양자·다자 공동연구를 통해 인과관계를 규명하고 대응하겠다고 설명했다. 또한 정부는 미세먼지 문제의 심각성을 충분히 인지하고 있다며 모든 대책을 전방위적으로 추진하고 있다고 말했다.
남녀 구분 없는 국가의 적극적 보호 요청, 위장·몰래카메라 판매 금지와 처벌 강화, 유튜버 양예원이 불법 누드촬영을 강요당한 것에 대한 청원 등 성격이 비슷한 세가지를 묶어서 답변이 이루어졌다. 이철성 경찰청장과 정현백 여성가족부 장관이 공동답변자로 나섰는데 이철성은 성별에 상관없는 국가의 보호를 요청한다는 청원에 40만 명 이상이 동의한 점에 대해 "경찰 수장으로서 큰 책임감을 느낀다"며 여성에 의한 성희롱·성추행 사건만 신속히 수사한 것이 아니냐는 당시의 논란에 대해 "여성들이 체감하는 불공정이 시정되도록 각별히 노력하겠다"고 덧붙였다. 양예원과 관련해서도 신속하고 엄정한 처리를 약속했으며 2차 피해도 발생하지 않도록 경찰 성인지 교육 강화 등을 추진하겠다고 밝혔다. 정현백도 디지털성범죄 근절을 위해 법률의 제개정이 추진되고 있다고 밝히며 "여성들이 안심하고 성별로 인한 차별을 느끼지 않는 날이 올 때까지 정부도 더 열심히 노력하겠다"고 말했다.
30호 답변은 박근혜 정부 때, 세월호 청문회에서 위증을 한 조여옥 대위에 대한 징계 요청에 대한 것으로 정혜승 뉴미디어비서관이 답했다. 정혜승에 의하면 국방부는 청원 답변을 위해 조사단을 구성하여 일주일 간 사건 관련자 8명을 조사했음을 밝혔는데 특별검찰의 수사자료는 재판이 진행 중이어서 확보하지 못했다고 했다. 이에 조여옥의 처분을 결정하기 어려워 판단을 유보한다고 밝혔다.

### 답변 31호 ~ 40호
증권사의 공매도 폐지와 조사 요구 청원이 답변 기준을 충족하여 최종구 금융위원회 위원장이 31호 청원의 답변자로 나섰다. 4월 6일 삼성증권이 직원들에게 주식을 잘못 배정하면서 유령주식이 배분되었는데 일부 직원들이 이를 매도하여 주가가 급락한 사건이 일어났다. 이른바 공매도가 이루어진 셈이었는데 최종구는 실시간 거래를 확인하는 시스템을 갖추겠다면서 "형사처벌과 함께 부당이득 환수를 위한 과징금까지 부과하도록 법 개정을 추진할 계획"이라고 밝혔다. 하지만 공매도 제도의 폐지와 관련해서는 "주식을 빌려서 파는 제도로, 착오로 입고된 주식을 판 이번 사고와는 관련이 없다"고 설명하며 선을 그었다.
32호 답변은 전현직 국회의원 중 「정치자금법」 위반 행위에 대한 전수 조사와 형사처벌을 요구하는 청원이었다. 답변을 담당한 정혜승은 현행 「정치자금법」에 근거하여 의원실 회계보고를 통해 법률 위반 여부를 이미 검토하고 있다고 밝혔으며, 선관위도 관행으로 이루어지던 행위를 좀 더 면밀하게 살펴보겠다는 입장을 전해왔다. 다만, 헌법기관인 국회가 아닌 「부정청탁 및 금품등 수수의 금지에 관한 법률」과 「부패방지 및 국민권익위원회의 설치와 운영에 관한 법률」에 따라 중앙행정기관을 포함한 1483개의 공공기관을 대상으로 해외출장 지원 실태를 5월부터 전수조사 중임을 밝혔다.
33호 답변과 34호 답변은 성희롱당하는 아이들을 구해달라는 청원 및 집단 폭행 예방 청원을 묶어서 민갑룡 경찰청 차장이 답변을 맡았다. 첫 번째 청원에 대해선 일곱 살된 딸과 지속적인 성관계를 갖고 있다는 내용의 동영상이 문제가 되었는데 민갑룡은 해당 영상이 제작된 음란물이라면서 아동의 성적 학대와 연관짓기는 어렵지만 신속한 수사를 약속했다. 경찰의 늑장대처와 미국에 서버를 두고 있어 수사가 지지부진한 점에 대해서는 사과했다. 두 번째에 대해선 광주광역시에서 택시 탑승 시비로 한 남성이 8명으로부터 집단 폭행을 당해 실명 위기까지 놓였는데 경찰이 소극적으로 대응하여 비판을 받은 사건에 관한 것이었다. 민갑룡은 경찰의 현장대응력을 높이기 위해 총력 출동체제를 갖추고 112종합상황실을 컨트롤타워로써의 역할을 강화하여 "국민 불안감을 해소하는 데 최선을 다하겠다"고 약속했다.
TV조선의 종합편성채널 허가 취소 청원이 35호 답변으로 선정되었다. 정혜승은 언론의 자유가 「대한민국헌법」에서 보장하는 중요한 권리라며 "엄격한 법적 절차를 거쳐야 할 사안"이라고 답했다. 방통위가 "독임제가 아닌 여러 위원들이 같이 결정을 하는 합의제 행정기관"인 것도 "위원들 간 긴밀한 논의를 통해서 해당 사안을 그만큼 신중하게 결정하도록 해야 한다는 안전판 같은 구조"라고 강조하며 언론의 자유와 함께 "사회 정의를 지키는 파수꾼으로서 신뢰받는 언론이 되기를 기대하는 게 이번 청원에서 드러난 국민들의 염원 같다"고 전했다.
36호 답변은 유기견 보호소 폐지를 막아달라는 청원이다. 대구광역시 동구청이 팔공산 근처에 위치한 한나네 유기견 보호소에 사용중지 조치를 내렸는데 이를 막아달라는 내용으로 김혜애 기후환경비서관이 답변자로 나섰다. 김혜애는 무허가·미신고 가축 분뇨배출시설을 지방자치단체가 사용중지·폐쇄명령을 내릴 수 있도록 「가축분뇨의 관리 및 이용에 관한 법률」이 개정되었기 때문에 동구청이 해당 명령을 내렸다며 다만, 환경부가 유기동물이 임시로 머물며 구조를 목적으로 하는 보호시설은 해당 법률의 적용을 받지 않는다는 유권해석을 내놓았기에 곧 동구청에 전달되어 해당 명령은 취소될 것으로 보인다고 밝혔다. 그러면서 "보호소 인근 주민들의 피해를 최소화하고 환경오염을 방지하기 위해 동물 보호시설에 대해서도 일정 수준의 규제가 필요하다"는 입장을 덧붙였다.
37번째 답변은 자주포 폭발사고로 화상을 입은 장병을 국가유공자로 지정해달라는 청원이다. 2017년 8월 철원군에 위치한 부대에서 K9 자주포 사고로 장병 3명이 사망했는데 이들에 대한 지원을 요청한 것이다. 김현종 국방개혁비서관이 답변자로 나서서 이미 추서와 순직 심사가 끝이 났고 곧 현충원에서 추모식도 열릴 예정이라고 밝히면서 전역한 병사를 포함한 부상자들에 대한 치료 지원도 이루어지는 중이라고 말했다. 또한 병사의 장애 보상금을 최고 1억 원을 넘도록 인상하는 「군인재해보상법」 제정안도 국회에 제출했다고 밝혔다.
퀴어문화축제 개최 반대 청원에 대한 답변이 38번째 답변이 되었다. 정혜승 뉴미디어비서관이 나섰는데 "청와대가 허가하거나 금지할 수 없다"며 "서울시 측에 관련 현황을 파악해 전해드리는 것으로 답변을 대신한다"고 말했다. 참석자들의 옷차림, 성인용품 판매 등에 대해서도 서울시가 관련 조례에 따라 "심의를 거쳤으며 광장 사용에 문제가 없다는 결론이 내려졌다"고 덧붙이면서 경찰 인력을 배치해 각종 상황에 대비할 예정이라고 말했다.
39호 답변과 40호 답변은 무고죄 처벌을 위한 특별법 제정 청원, 대한민국 검찰청의 불법적 성폭력 수사 매뉴얼 중단을 묶어서 박형철 반부패비서관이 답했다. 박형철은 한국 무고죄 법정형은 상대적으로 높다고 운을 뗀 뒤 다만, "혐의를 입증할 만한 증거가 충분치 않"고 "무고죄 양형기준이 법정형에 비해 낮게 설정되"어 있어 기소율과 실형율이 높지 않음을 언급했다. 이에 악의적 무고사범과 초범이라도 중하게 처벌하겠다고 덧붙였다. 검찰청과 관련해서는 '성폭력 수사사건의 종료 시까지 원칙적으로 성범죄 피해자에 대한 무고와 사실적시 명예훼손의 고소사건에 대한 수사를 중단한다"는 매뉴얼을 시행중지해달라는 것인데 박형철은 "2차 피해 위험성을 최소화하기 위해 특별히 강조한 것"이라고 대응했다.

### 답변 41호 ~ 50호
41호 답변은 문재인 대통령을 응원하는 청원으로 청원자는 "이 시국에 우리 국민이 할 수 있는 가장 큰 일은 대통령을 믿고 응원하는 일"이라고 주장했다. 답변은 윤영찬 국민소통수석이 맡았으며 "문 대통령을 비롯해 우리 참모들, 비서진들도 정말 마음 깊이 고마워했던 청원"이라고 감사의 뜻을 밝혔다. 한편, 대통령에 대한 감사 인사였기에 원래 문재인이 직접 답변자로 나설 예정이었지만 예정 당일에 노회찬 정의당 원내대표가 투신하면서 기존 일정이 취소되었고 다음 날 윤영찬이 이를 대신했다.
42호 답변은 난민 신청 허가 폐지 청원으로 박상기 법무부 장관이 답변했다. 박상기는 '국민들의 우려를 무겁게 받아들'인다며 난민 신원 검증 강화·난민 브로커 처벌 명문화·난민심판원 신설 등을 통해 허위 난민들을 가려내어 난민제도를 개선하겠다고 밝혔다. 다만, 제주 지역의 관광 활성화를 위해 무사증제도 폐지에는 소극적인 입장을 보였으며, 국제적 위상을 고려해서 난민의 지위에 관한 협약 탈퇴나 「난민법」 폐지는 어렵다며 "현실적이고 합리적인 난민 정책이 필요한 시점"이라고 역설했다.
필리핀 감옥에 수감된 남편(선교사)의 석방을 부탁하는 청원에 정혜승 디지털소통센터장이 마흔세 번째로 답변했다. 정혜승은 필리핀 경찰이 관련 내용을 조사하겠다는 답신을 필리핀 주재 대사관이 받은 상태라며 "영사 면회를 실시하고 법률 자문을 지원하는 등 최선을 다하고 있다"고 밝혔다.
디스패치 폐간 요청이 44번째 답변으로 올라왔다. 정혜승 디지털소통센터장은 '언론 자유는 헌법에서 보호하는 매우 중요한 권리'라며 "당연히 정부가 개입하는 것은 부적절하다"고 밝혔다. 다만, "청원인이 강조한 사생활도 헌법 제17조에 따른 기본권"이라면서 "언론보도로 인한 사생활 침해 문제를 심각하게 인식하는 청원을 통해 국민의 뜻을 겸허하게 봤으면 좋겠다"고 함께 강조했다.
개와 고양이의 식용 금지 청원에 관한 두 개의 청원을 함께 묶어 최재관 농어업비서관이 답변을 했다. 최재관은 개를 가축에서 제외시켜달라는 청원에 대해 '시대에 맞지 않는 측면이 있다'며 관련 규정의 정비를 검토하겠다고 밝혔다. 한편, 표창원 더불어민주당 의원이 청원과 비슷한 내용으로 「동물보호법」 개정안을 발의했는데 이의 통과를 지지하는 청원도 있었다. 청와대는 관련 법안들이 국회에 발의된 만큼 논의가 활발해질 것으로 보인다며 필요한 논의에 정부도 적극 참여하겠다고 말했다. 
47호 답변과 48호 답변은 미성년자 성폭행범 처벌 강화·「소년법」 폐지에 대한 청원을 묶어서 김상곤 사회부총리가 답변했다. 「소년법」에 대해 형사미성년자의 기준인 "14세 기준은 1953년에 만들어진 것으로, 이를 13세 미만으로 낮추는 것을 범정부 차원에서 논의했다"며 조정할 필요가 있다고 언급했다. 여중생 집단 성폭행 사건과 관련해서도 관련 '법안 등이 국회에서 입법 논의 중'이라고 소개하면서도 "청소년 범죄를 처벌 강화로만 해결되지 않기 때문에 시간이 걸리더라도 소년범죄 예방과 소년범 교화에도 힘을 써야 한다"고 말했다.
49호 답변은 아동 학대에 관한 청원으로 엄규숙 여성가족비서관이 답변했다. 엄규숙은 「아동학대범죄의 처벌 등에 관한 특례법」이 제정된 뒤부터 처벌을 강화하는 방향으로 법제도가 보완됐음을 밝히며 "실제 선고 과정에서 여러 상황들이 참작되어 형이 감경되"는 문제에 대해 제도를 보완할 필요가 있다고 말했다.
50호 답변은 디지털 성범죄 산업에 대한 특별수사 요구로 민갑룡 경찰청장이 답변자로 나섰다. 민갑룡은 이미 경찰청에 특별수사단을, 일선 경찰관서에도 이에 준하는 기구를 설치하여 해당 범죄를 예방하고 피해자를 보고하기 위한 조치를 적극 취하고 있음을 밝히며 또한 범죄수익 환수를 위해 국세청과의 협조도 이루어지고 있다고 말했다. 그러면서 인터넷 웹사이트에서 성인 게시판을 폐쇄하는 등 "자정 기능이 작동하면서 디지털 성범죄에 경종을 울리는 등 달라진 분위기도 감지된다"고 말했다.

### 답변 51호 ~ 60호
남편의 억울함을 풀어달라는 청원이 51번째로 올라와서 답변을 받았다. 해당 청원은 남편이 식당에서 다른 여성과 부딪쳤는데 성추행 혐의로 징역 6월을 선고받은 것이 억울하다면서 올라온 것인데 정혜승 디지털소통센터장은 "2심 재판이 진행되는 사건에 대해 청와대가 언급하는 것은 삼권분립 원칙에 맞지 않는다는 점을 양해해주시면 좋겠다"고 밝혀 사실상 대답을 회피했다. 또한 앞으로 "사법부나 입법부 관련 사안은" 답변하기 곤란하다는 말도 덧붙였는데 이는 바로 전날에 제주 해군기지 건설 문제와 관련된 강정마을 주민들에 대한 대통령의 사면복권 검토 발언과는 배치되기에 논란을 빚었다.
52호 답변과 53호 답변은 박상기 법무부 장관이 묶어서 함께 답변했다. 하나는 음주운전의 형량을 높여달라는 청원으로 박상기는 음주운전으로 사망·중상을 입힌 사고에는 원칙적인 구속수사와 최고형 구형 지시, 3번 이상의 음주운전은 반드시 징역형을 구형하는 3진아웃제 등을 시행하며 가석방도 제한할 것을 밝혔다. 또 하나는 리벤지 포르노 행위에 대한 것으로 이에 대해서도 박상기는 "검찰에 법정최고형 구형을 지시했고, 엄정한 법 집행을 위해 노력하겠다"는 입장을 밝혔다. 그러면서 "불법 촬영물 유포 협박의 경우 법정 최고형을 구형해 일반 협박죄나 공갈죄보다 더 엄하게 다루도록 하겠다"고 강조했다.
54호 답변과 55호 답변도 함께 이루어졌다. 김형연 법무비서관은 집단따돌림으로 자살한 인천 여중생과 관련해 14세 미만 미성년자는 보호 처분을 받는 것이 "국민감정 사이에 괴리가 있다"면서 "미성년자 강력범죄가 계속 늘어나는 현실에서 근본 원인을 함께 살펴야 할 것"이라고 언급하면서도 형사미성년자 기준을 13세 미만으로 낮추겠다는 뜻을 이미 밝혔음을 상기시켰다. 한편, 성범죄 피해자의 주소 등 개인정보가 가해자에게 전달되지 않도록 해달라는 청원에 대해서는 개선이 필요하지만 관련 기관과 국회에서 논의 중이고 면밀히 살피고 있다는 원론적인 답변을 내놨다.
이혼한 아내를 전 남편이 살해한 강서구 아파트 살인사건과 관련하여 피해자 딸이 아버지가 심신미약을 주장해 제대로 처벌받지 않을 수 있다며 청원을 낸 것이 57번째 답변을 받았다. 진선미 여성가족부 장관은 피해자 보호조치가 부족한 점을 인정하며 가정폭력 대책을 마련할 것이라고 답하면서도 범죄사실 확인과 처벌은 사법부의 몫이라며 심신미약 관련 부분에는 즉답을 회피했다.
2018년 12월 11일에는 네 건의 청원에 대해 김형연 법무비서관이 함께 답변을 했다. 이 사건들은 모두 피해자가 사망에 이르렀으며, 또한 가해자가 음주 등으로 이른바 심신미약 상태임이 인정되어 형량이 낮춰졌다는 공통점이 있었다. 김형연은 답변을 하면서 심신미약 조항이 제한적으로 필요하다는 전제를 하면서도 "술에 취해 있었다는 이유만으로 형벌을 감경해 주어서는 안 될 것"이라며 앞으로 기준을 엄격히 하는 노력이 이어질 것이라고 했다. 또한 법원이 보다 엄격한 판단을 통해 판결을 내리므로 심신미약이 인정될 가능성도 낮다는 점을 강조했다.

### 답변 61호 ~ 71호
61호 답변은 "분만 도중 산모가 뇌사 상태에 빠지고 아기는 이틀 만에 숨졌다"며 도움을 요청한 것에 대한 것이었다. 박능후 보건복지부 장관은 답변자로 나서 이를 중대한 의료사고로 규정하며 정부지원이 가능함을 밝혔다. 또한 환자의 안전을 보호하기 위한 정부 역할을 점검하고 있다며 "환자안전관리체계 구축도 본궤도에 올랐다"고 언급했다.
62호 답변은 6인조 보이밴드인 더 이스트라이트의 멤버들이 소속사 프로듀서 등에게 폭행당해온 사실이 알려지면서 이루어진 청원이다. 남요원 문화비서관은 대중문화예술기획업체에서 다양한 불공정 사례들이 발생하고 있다며 대중문화예술인을 위한 표준계약서를 만들 예정임을 밝혔다. 또한 같은 날 다른 세 건에 대한 답변도 정혜승 디지털소통센터장에 의해 이루어졌다. 강력성폭력범 조두순의 출소가 다가오면서 또다시 출소 반대 청원이 올라왔는데 정혜승은 "심신미약 감경을 제한한 김성수 법이 통과됐다"는 원론적인 입장을 되풀이했다. 「소년법」 개정 문제는 다섯 번째 답변을 받게 되었는데 "형사 미성년자 연령 기준을 기존 14세에서 13세로 낮추는 법 개정을 추진하고 있다"고 밝혔다. 해군 여성 장교가 남성 직속상관에게 강간 및 추행을 당한 사건이 뒤늦게 알려졌지만 무죄를 선고받은 것에 격분하여 올라온 청원에 대해서는 재판이 진행 중이라 언급하기 어렵다면서도 "국민의 뜻이 이렇게 수렴되는 상황에 대해서는 정부의 책무를 무겁게 느끼고 있다"고 말했다.
2018년 12월 26일에는 세 건의 청원에 대해 정혜승 디지털소통센터장의 답변이 이루어졌다. 춘천시의 한 여성이 살해당했는데 부모가 이에 분노하여 올린 청원에 대해 "죄를 엄중히 물을 예정"이라고 답했으며, 일베저장소에서 활동하는 남성이 전 여친을 몰카 촬영한 사건이 일어났는데 이에 대해서는 "불법 촬영물에 대한 국민적 관심 덕분에 최근 국회에서 관련 디지털 성폭력 처벌을 강화하는 법안도 통과됐다"고 밝혔다. 마지막으로 이수역 인근 술집에서 남성 다섯 명이 여성 두 명을 폭행하는 사건에 대해 청원이 이루어졌다. 하지만 이후 진실공방으로 번졌고 경찰은 남성 세 명과 여성 두 명을 불구속 기소 의견으로 검찰에 송치했는데 정혜승은 "경찰의 결론을 존중해야 할 시점"이라고 말을 아꼈다.
답변 69호는 과속하던 뒤차에 들이받아 가족들이 사상한 사건에 대해 사과조차 하지 않은 가해자에 대한 처벌을 호소한 것에 대해 이루어졌다. 민갑룡 경찰청장은 가해자를 구속 송치했음을 밝히며 "과속 처벌 강화를 위한 법 개정안 통과를 위해 노력 중"이라고 했다. 같은 날 국회의원 연봉인상 반대와 관련한 두 가지 청원에 대해서는 정혜승 디지털소통센터장이 답변했다. 정혜승은 "삼권분립 원칙에 따라 청와대가 국회의원 월급을 결정할 수 없다는 점은 국민들도 잘 아실 것"이라며 국민이 모아준 뜻을 모두 유념해야 할 것이라는 점을 강조했다.

### 답변 72호 ~ 78호
답변 72호와 73호도 정혜승 디지털소통센터장에 의해 이루어졌다. 광양시에 중국 회사가 알루미늄공장을 세운다는 소식이 알려지면서 중국이 한국산으로 둔갑해 판매하려고 한다는 의혹이 제기되어 올라온 청원에 대해 "국내 업계는 주로 6µm를 생산하고 광양알루미늄을 10µm를 생산할 예정이어서 수요처가 다르"며 "미국 시장 점유율을 볼 때 통상문제가 발생할 가능성"도 희박하다고 밝혔다. 한편, 잔혹한 개 도살을 멈추게 해달라는 청원에 대해서는 가짜뉴스로 밝혀져 오해가 풀렸다고 전했다.
위탁 보육하던 15개월 여아를 학대해 숨지게 한 위탁모를 엄벌해 달라는 청원이 74번째로 답변을 받았다. 엄규숙 여성가족비서관은 "공적 개입을 강화하겠다"며 "지방자치단체 직영이나 공공기관 위탁 등의 방법으로 공공성과 책임성을 강화해 나갈 것"이라고 밝혔다. 또한 「가사근로자 고용개선 등에 관한 법률안」을 이미 국회에 제출한 사실도 상기했다.
카카오가 카풀 사업을 하는 것을 반대하는 청원에 대한 답변이 75호 답변이 되었다. 카풀을 중개하는 어플의 등장으로 택시업계가 어려움을 호소한 것인데 김현미 국토교통부 장관은 택시업계·카카오·정부가 "한자리에 모여 지혜를 모아야 한다"면서 이를 위해 사회적 대타협기구가 출범한 사실을 언급했다. "이해관계가 첨예한 문제인 만큼 무어슬 먼저 논의할 것인지도 입장에 따라 예민할 수밖에 없"지만 이를 통해 사업자는 수익을 창출하고 근로자는 생활이 보장되고 이용자도 만족할 수 있는 합리적인 합의안이 나올 수 있도록 노력하겠다고 밝혔다.
답변 76호는 조재범 스케이팅 코치의 성폭행 의혹에 대한 처벌 요구였다. 답변을 맡은 양현미 문화비서관은 정부가 이미 '(성)폭력 등 체육계 비리 근절대책'을 발표하였고 인권위도 스포츠인권특별조사단을 만들어 활동할 것임을 언급하면서 독립적 상시 국가 감시체계 마련 등의 활동계획을 밝혔다. 또한 현재 체육계는 자정 기능을 기대하기 어려운 상황인데 "다시 한 번 용기를 내어 준 선수들에게 고맙다"는 격려의 말도 남겼다.
답변 77호는 HTTPS 차단 정책에 반대하는 의견이었다. 이는 대한민국 방송통신위원회가 불법 사이트 보안접속을 차단코자 HTTPS를 차단했는데 이것이 정부에 비판적인 의견을 감시·감청하는 결과를 가져올 우려가 있다는 것이 청원의 요지였다. 이효성 방통위원장은 답변하면서 과거에 해보지 않았던 방식이었음을 인정하며 "국민의 공가믈 얻고 소통하는 노력이 부족했다"며 "투명한 정부, 신뢰받는 정부가 되도록 모든 대책을 강구하겠다"고 다짐했다. 다만 현재 차단된 불법 도박사이트와 음란 사이트는 현행법상 차단 대상임을 강조하며 인터넷 규제 수준의 적정성에 대해서는 계속 논의해 나가겠다고 밝혔다.
78번째 답변은 고위공직자비리수사처 설치를 촉구하는 청원이었다. 답변을국 민정수석비서관은 "국민청원을 통해 다시 한 번 뜻을 모아줘서 감사하다. 이제 국회가 답할 차례"라고 밝히며 국회에서 세밀하게 논의해줄 것을 주문했다.

## 비판
국민청원에 대한 부작용과 여러 비판이 아래와 같이 존재하는데 이에 대해 2018년 5월 30일 정혜승 뉴미디어비서관은 "국민의 놀이터로 가능할 수 있다"고 밝혔다. 정혜승은 국민들이 분노를 털어놓고 억울함을 호소하고 공감을 나누는 공간이 필요하다며 '국민이 물으면, 정부가 답한다'는 원칙은 "정부의 당연한 책무"라고 강조했다. 하지만 특정인에 대한 사형 청원이나 욕설·비방·허위사실 공표·명예훼손과 같은 내용은 자제해줄 것을 당부하면서 지금처럼 역기능보다 순기능이 크도록 세심하게 대응해나갈 뜻을 밝혔다.

### 대의민주주의 무시
《조선일보》는 청와대 홈페이지 개편을 비롯해서 페이스북과 같은 영상 콘텐츠 확대 등 온라인 홍보 강화를 언론을 거치지 않는 직접민주주의의 예라고 하면서도 "정보의 독점권을 가진 청와대가 홈페이지와 페이스북 등 소셜 미디어를 통해 뉴스, 동영상을 배포하며 정보의 유통까지 직접 나서고 있는 셈"이라고 비판했다. 또한 강효상 자유한국당 대변인, 김유정 국민의당 대변인, 박정하 바른정당 수석대변인 등 야당의 비난 논평을 기사에 싣기도 했다. 이에 대해 윤영찬 국민소통수석비서관은 "대의민주주의를 무시하겠다는 게 아니고 대의민주주의에 약점이 있으니 직접민주주의가 있으므로 해서 그것의 보완이 이뤄지는 것"이라며 1인미디어 시대에 국민과 직접 소통을 해야할 필요성이 있다고 반박했다. 또 "이전 대통령의 청와대 홈페이지와 정부부처 홈페이지도 국민토론과 제안을 받을 수 있는 창구가 다 있었다"며, "현 정부는 그것을 좀더 보완하고 세련되게 만든 것"이라고 강조했다. 언론에 대해서도 "(언론은) 정보를 많이 제공해주고, … (중략) … 제공한다"며 "한편으로는 국민들의 직접적인 욕구를 분출할 수 있는 플랫폼을 만들어줄 수 밖에 없"다고 했다. 그러면서도 "주요 메시지나 주요 정책의 경우 언론에 먼저 공개하지, 일반에 먼저 공개하는 것은 아니다"고 설명했다.
최장집 고려대학교 명예교수는 청와대 국민청원을 직접민주주의의 부작용으로 꼽기도 했다. 최 교수는 "깊은 논의가 필요한 이슈를 즉흥적으로 요구하는 경우가 압도적으로 많다"며 "(여론을) 흥분의 도가니로 몰고 가 차분한 숙의 과정을 건너뛰게 할 위험이 있다"고 지적했다. 그 외에도 최창렬 용인대학교 교육대학원장은 "특정 계층이나 집단의 의견이 과도하게 반영될 우려가 없지 않다"면서도 "국민의 의사를 적극 반영한다는 측면에서 긍정적"이라고 평가하기도 했다.

### 사회적 갈등 조장
청원 열기에 따라 여러 가지 문제가 표출된다는 지적이 있다. 11월 16일에는 "거의 무보수로 2년의 의무를 이행하니 군인을 달래주고자 군내 위안부를 도입하자"는 주장이 익명으로 올라왔는데 이에 대해 "청와대한테 성매매 포주가 되어달라는 것과 다름없고 생존해계신 위안부 할머님들을 모독하는 행위"라며 해당 청원자의 처벌을 요구하는 청원에 8만 명 가까운 이들이 동참했다. 김관진 전 국방부 장관의 구속적부심을 받아들였던 신광렬 부장판사 해임 촉구 청원과 같이 사법제도를 존중해야 한다는 점에서 이뤄지기 힘든 청원도 있다. 여성들의 징병 의무화 청원에 대해서는 남성에게 인공자궁을 이식하자는 맞청원이 제기되어 국민청원 사이트를 '싸움터'로 전락시키기도 했다. 이에 국민청원을 실명제로 전환하고 청원에 대한 비동의 기능을 추가해야 한다는 목소리도 나온다. 하지만 청와대는 "헌법재판소가 인터넷실명제를 위헌으로 판단하며 소수의 악플러를 잡기위해 모든 국민에게 실명 의무를 부과하는 것은 '모든 국민을 잠재적 범죄자로 취급한다'는 것이었다"며 헌재의 판단을 존중하고자 한다고 했다. 또 "아직까지는 자정기능이 잘 작동하고 있다"며 "'비동의' 기능을 추가할 경우 청원게시판이 토론게시판으로 바뀔 수 있다"고도 했다.

### 과도한 의견 표출
50,000건을 넘는 청원 중에는 불필요한 것도 많다는 지적이다. "영어 교육(시험)을 개선해주세요", "육아휴직 법 개정해 주세요", "한국식 나이 폐지해주세요"와 같은 정책적·제도적 건의는 물론, 취업 사기를 어디에 호소할지와 같은 민원성 얘기부터 데이트 비용을 지원해달라던가 거스 히딩크 감독을 축구 국가대표 감독으로 다시 영입하자거나 중국집 고춧가루도 포장해 달라는 장난성 요구도 있다. 아이돌 스타를 지지하는 팬클럽들이 상대방을 비난하거나 억울함을 호소하면서 격전장이 되기도 하며, 자유한국당 위헌정당 해산 심판 청구 요청에 대응하여 더불어민주당을 해산시켜달라는 청원도 올라오는 등 정부가 직접 나서기에는 현실적으로 불가능한 청원이 많다는 것이다. 학생인권과 따뜻할 수 있는 권리를 요구하며 학생들이 겉옷을 입을 수 있게 해주고, 여학생들도 교복 바지를 입을 권리를 보장해달라는 청원, 대통령이 예쁜 여성 연예인과 사진을 찍지 말아달라는 청원, 전 지구인을 대상으로 한글을 무료로 교육하자는 청원까지 있는데 청와대의 한 관계자는 "그 마음이야 이해가 가지만 대통령이 조선시대 왕은 아니지 않으냐"며 국민청원이 '말 놀이터'로 전락했다는 지적도 나온다. 문재인 대통령도 "현행 법제로는 수용이 불가능해 곤혹스러운 경우도 있다"고 밝혔다. 하지만 "그러나 매우 바람직한 현상이라고 생각한다"며 "어떤 의견이든 국민들이 의견을 표출할 곳이 필요하다고 생각한다"고 말하면서 "당장 해결할 수 없는 청원이라도 장기적으로 법제를 개선할 때 참고가 될 것이다"며 긍정적인 의미를 부여했다. 청와대 역시 직접민주주의의 취지는 살리되 역기능은 보완하고 순기능을 활성화하기 위해 노력하겠다는 방침을 밝혔다. 학계에서도 '상징적 의미'를 가진다고 평가했는데, 황상민 연세대학교 심리학과 교수는 "시민들에게 이야기할 수 있는 기회가 주어진 것이 가장 중요하다"고 강조했다. 한편, 이택광 경희대학교 사회학과 교수는 "청원이 올라오고 그것이 실현되는 과정을 어떤 식으로 숙의 민주주의로 구현해 나가는지에 대해서는 청와대가 앞으로 고민할 문제"라고 했다.
다만, 이러한 현상은 또다른 청원 창구인 국회 청원제도가 유명무실한 것이라는 반론도 있다. 실제로 2000년에 개원한 제16대 국회에서는 765건 있었던 청원이 2012년에 개원한 제19대 국회에서는 227건으로 줄어들었다. 채택된 청원도 그 수가 적어 19대 국회에서는 겨우 2건만 채택되었는데 이는 청원이 접수되어도 상임위원회 내의 청원심사소위원회에서 제대로 검토하지 않기 때문인 것으로 지적된다. 또한 청와대와 달리 국회 청원은 국회의원의 청원소개의견서를 첨부해야 한다는 번거로움도 있다.

### 중복 청원 논란
카카오톡을 통한 중복 투표 논란이 있다. 청와대 국민청원은 페이스북, 트위터 텔레그램과 함께 카카오톡 등 네 가지 방식의 SNS로 참여가 가능한데 카카오톡은 설정 메뉴에서 '대한민국 청와대' 계정과 연결을 끊었다가 다시 연결하면 청원을 반복 신청할 수 있다는 사실을 악용해 1월 6일에 등록된 '초·중·고 학교 페미니즘 교육 의무화' 청원에 중복 투표한 것이 아니냔 의혹이 일어난 것이다. 해당 청원은 마감일 이틀 전에 10만 명이 넘는 동의를 받아내어 의혹을 받고 있다. 이러한 논란이 일자 청와대는 국민청원 게시판에 '일부 이용자의 부적절한 로그인 정황이 발견되어, 소셜로그인 서비스 중 카카오톡 연결을 잠정 중단 하오니 양해 부탁드립니다'라는 메시지를 남기고 카카오톡에서 동의를 누르는 것을 차단했다. 또한 앞으로도 모니터링을 계속할 예정임을 밝혔다. 중복 투표 논란은 과거에도 있었는데, 낙태죄 폐지와 관련해서도 "아이디 12개 돌려서 (동의)하고 왔다", "아이폰에서 개인정보보호모드 켜면 계정 바꿔서 중복참여 가능" 등 중복참여를 독려하는 게시글이 일부 커뮤니티를 중심으로 다수 발견되었기 때문이다. 또한 국민청원 참여 방법이 네 가지 SNS 계정을 활용하므로 사실상 한 명이 최대 네 번까지 동의가 가능하고 트위터는 한 명이 계정을 무한정 생성할 수도 있어 일부에서는 "특정 여론이 과도하게 대표되는 절차상 문제가 있을 수 있다"는 지적이 있었다.

### 특정 개인에 대한 지나친 공격
2018년 동계 올림픽 스피드스케이팅 여자 단체 추월에서 김보름과 박지우가 팀워크를 중시하는 경기임에도 불구하고 뒤쳐지는 노선영을 뒤로 하고 본인들만 먼저 통과한 것에 대해 '개인의 영달에 눈이 멀어', '인성이 결여된 자들'이라고 비난하며 국가대표 자격을 박탈하고 국제대회 출전 정지를 청원하는 글이 올라왔었으며, 이 외에도 IOC에 남북 단일팀 반대 서한을 보낸 나경원의 조직위원직 박탈 청원, 이재용 재판에서 감형 판결을 내린 정형식에 대한 특별감사 청원 등 개인에 대한 분노를 청와대에 쏟아내는 부작용이 일어나고 있다. 2018년 2월 22일 임종석 대통령비서실장은 국회에 출석하여 "(일부) 답변하기 부적절한 성격의 내용들이 올라온다"며 "한 의원님의 문제나 국회와 관련한 것이 올라오거나 할 때 저희가 답변하기 곤란하다"며 난색을 표했다. 고민정 부대변인과 김선 행정관 역시 그 전 날 '11:50 청와대입니다'라는 라이브 방송에서 "청원 게시판이 분노의 배출창구가 되는 것이 아닌가, 인민재판소가 되는 것은 아닌가 하는 우려의 목소리도 있다"며 "청와대가 입법기관이 아니어서 모든 것을 해결해드릴 순 없을 것"이라고 언급했다. 김선 역시 개인에 대한 지적이 나오는 것은 부작용이라면서도 "청원은 국민들이 의사 표시라서 그것이 항상 차분하게 개진되기만을 바랄 수는 없다. … (중략) … 청와대가 받아들이고 경청하면서 사회를 바꾸어나가는 목소리로 활용해야 한다"고 했다. 최준선 성균관대학교 법학전문대학원 교수는 "청와대 국민 청원에 특정 개인에게 너무 큰 상처를 주는 청원이 많아지고 있다"며 "여론이 이리저리 급격하게 쏠리는 광장민주주의의 폐해가 청와대 국민청원으로 드러나고 있다"고 꼬집었는데, 이렇듯 삼권분립을 위협하고 일부 유명인에 대한 집단 린치를 개선하기 위해 실명제 도입도 거론되고 있다. 한편, 이창원 한성대학교 교수는 "국민 의견을 정책에 반영하지 않았던 그동안의 오랜 눌림에 따른 현상"이라며 "건전한 청원으로 이어지는 과도기적인 상황"이라고 현 상황을 진단했다. 이어서 "국민 스스로 '이 청원은 너무 비상식적이다'라고 인지할 정도로 자정 기능이 작동할 때까지 시간이 필요해 보인다"는 분석을 내렸다.

### 청원 삭제 논란
2018년 6월 제주특별자치도에 예멘인 500여 명이 난민 신청을 하면서 제주 난민 사태가 일어났다. 당시 5개월 만에 난민 신청자가 12배 이상 증가하는 등 사회적 문제로 커지자 청와대 국민청원 게시판에도 국민 안전을 우선하자면서 "무사증을 폐지하고 난민수용을 거부해야 한다"고 주장하는 청원이 올라왔다. 하지만 나흘 동안 18만 명의 동의를 구한 해당 청원은 16일 오후 삭제되면서 또다른 문제를 낳았다. 특히 삭제 이유를 설명하지 않으면서 삭제의 투명성·절차적 정당성에 문제도 제기되었다. 청와대는 이틀 뒤에 "순식간에 많은 글이 올라오다 보니 대응이 늦은 부분이 있었다"고 해명했지만 삭제되는 모든 청원에 이유를 고지하는 것이 현실적으로 어렵다는 입장인 것으로 전해졌다. 하지만 김보름·박지우 선수 및 만화가 유서인에 관한 청원도 타인에 대한 명예훼손에 해당하는 부분이 있었지만 답변까지 이뤄졌다는 점에서 형평성 측면의 논란을 잠재우지 못했다. 
2018년 7월에도 편의점에서 아세트아미노펜을 판매하는 것을 중단해달라는 청원이 삭제된 적이 있으며, 1월에도 신천지가 주장한 강제개종처벌법과 관련한 청원이 올라왔지만 역시 삭제된 적이 있다.

## 공유
카카오톡, 트위터, 페이스북, 텔레그램으로 공유를 할 수 있다.

## 운영 종료

### 청와대 국민청원 게시판 종료
윤석열이 대통령에 당선됨에 따라 청와대 국민청원 제도를 폐지하였으며 이에 따라 청와대 국민청원 게시판 운영이 종료된다고 한다.

### 내용주
1. ↑  처음에는 기준이 존재하지 않았지만 9월 11일 답변 기준을 마련해보라는 대통령의 지시 이후 25일에 설정되었다.[3] 이후 11월 20일에는 기존에 정한 기준에 미치지 못하더라도 이에 구애받지 말고 많은 국민들이 관심을 갖는 사안이라면 정부의 책임있는 관계자가 적극적으로 답변할 것을 지시했다.[4]
2. ↑  이 청원은 2017년 판문점 조선인민군 병사 귀순 총격 사건과 관련하여 남측으로 귀순한 병사의 응급수술을 맡았던 이국종 교수의 호소로 권역외상센터의 실태가 국민들에게 알려지면서 이루어진 것이다.
3. ↑  전안법 개정 청원은 2017년 11월 24일과 2017년 12월 3일 두 차례에 올라온 청원이 모두 20만 건을 넘었는데 같은 사안이라 묶어서 답변이 이루어졌다.
4. ↑  이 청원은 최단 기간 내에 20만 명의 동의를 모은 청원인데, 게시된 지 하루도 지나지 않아 답변 기준을 충족시켰다.[24]
5. ↑  이 청원은 금융감독원장으로 김기식 전 민주당 의원이 임명되었는데 피감기관이 비용을 부담하여 해외출장을 하는 것이 「정치자금법」 위반이라는 주장이 나오자 청와대가 중앙선거관리위원회에 질의를 요청했고 법률을 위반할 소지가 있다고 결정하면서 나오게 되었다. 이후 김기식만이 아니라 더 많은 의원이 피감기관 돈으로 해외출장을 갔다는 의혹이 나오면서 해당 청원으로 이어지게 되었다.
6. ↑  이는 미투 운동의 가해자가 피해자를 향해 무고죄를 주장하면서 이들과 가족에게까지 2차 피해를 입혔기 때문에 나온 것이다.
7. ↑  이 청원이 올라온 것은 2018년 5월 25일로 조선민주주의인민공화국이 풍계리 핵 실험장을 폐쇄한 날이고 도널드 트럼프 미국 대통령이 2018년 북미정상회담을 일방적으로 취소한 날이면서 개헌안 국회 통과가 무산된 다음 날이었다.
8. ↑  이 청원은 정치적 혼란이 거듭된 예멘을 탈출한 난민들이 제주도로 들어오면서 이들로 인한 사회적 문제가 발생할 것을 우려해 올라온 것이다.
9. ↑  2007년 어린이집에 위탁된 23개월 아동이 원장 부부의 학대로 사망했는데 가해자들에게 징역 1년이라는 낮은 형량이 선고된 것이 청원의 계기가 되었다.
10. ↑  이 청원은 해운대에서 휴가 중인 군인이 음주운전자가 모는 차량에 치여 뇌사 상태에 빠진 것을 계기로 올라왔다.

### 참조주
1. ↑  권희은 (2017년 8월 17일). “소통의 '문'을 열다… 靑, '국민소통플랫폼' 본격 가동”. 《노컷뉴스》. 2017년 11월 27일에 확인함.
2. 1 2  이옥진 (2018년 2월 23일). “6개월된 靑 국민 청원 게시판, '인민재판소' '분노의 배출창구' 부작용 속출”. 《조선일보》. 2018년 2월 27일에 확인함.
3. ↑  윤우열 (2017년 9월 26일). “靑 "국민청원, 20만 명 이상 추천 받으면 답변"… "너무 높아" vs "적당해"”. 《동아일보》. 2017년 11월 27일에 확인함.
4. ↑  “문 대통령 "국민청원 답변기준 안 돼도 관심사안은 답해야"”. 《서울신문》. 2017년 11월 26일. 2017년 11월 27일에 확인함.
5. ↑  김수영 (2017년 10월 29일). “백악관 '위더피플' 벤치마킹한 靑 국민청원… 청출어람”. 《노컷뉴스》. 2017년 11월 27일에 확인함.
6. ↑  김은희 (2018년 5월 14일). “靑국민청원 16만건 분석해보니‥ "아기·여성 등 약자 위한 창구"”. 《파이낸셜뉴스》. 2018년 5월 16일에 확인함.
7. ↑  백민경 (2018년 5월 14일). “국민청원 최다 키워드는 아기·여성·학생… 그 이유는”. 《중앙일보》. 2018년 5월 16일에 확인함.
8. ↑  이민석 (2017년 9월 26일). “靑, 국민청원 중 1호 답변은 '소년법'… "법 개정보다 예방·교화에 초점"”. 《조선일보》. 2017년 11월 27일에 확인함.
9. ↑  권민석 (2017년 11월 27일). “靑 "임신중전 부작용 계속… 사회적 논의 필요"”. 《YTN》. 2017년 11월 27일에 확인함.
10. ↑  “'낙태죄 폐지' 청원에 청와대 답했다… "8년만에 재개"”. 《MBN》. 2017년 11월 27일. 2017년 11월 27일에 확인함.
11. ↑  “[레이더P] 낙태죄 7년만에 합헌→헌법불합치 결정 - 매일경제”. 2019년 4월 12일에 확인함.
12. ↑  김성곤 (2017년 12월 6일). “靑 "조두순 출소반대 청원 분노에 공감… 재심 통한 무기징역 불가능"(종합)”. 《이데일리》. 2017년 12월 6일에 원본 문서에서 보존된 문서. 2017년 12월 6일에 확인함.
13. ↑  이승륜 (2017년 12월 6일). “[단독]조두순 출소 반대 청원 30일 넘겨 답변 대상 아니잖나?… 청와대 "이 원칙 전 올라와 대상"”. 《국제신문》. 2017년 12월 6일에 확인함.
14. ↑  이인준 (2018년 1월 16일). “박능후 복지장관 '권역외상센터 위상에 맞제 지원'… 국민청원 답변”. 《뉴시스》 (세종). 2018년 1월 16일에 확인함.
15. ↑  이태규 (2018년 1월 16일). “靑 '이국정 청원'에 답변… "인건비 지원 확대·수가인상"”. 《서울경제》. 2018년 1월 16일에 확인함.
16. ↑  이상헌; 박경준 (2018년 1월 25일). “靑, 전안법 폐지 청원에 "연말 법개정으로 문제 대부분 해소"”. 《연합뉴스》 (서울). 2018년 2월 7일에 확인함.
17. ↑  강태화 (2018년 2월 14일). “靑, '암호화폐' 청원 답변…"거래 불법 막고, 블록체인 육성"”. 《중앙일보》. 2018년 2월 19일에 확인함.
18. ↑  조은효 (2018년 2월 14일). “홍남기 실장 "가상화폐 참여자 신중히 판단해 달라"...'거래 투명화' 최우선”. 《파이낸셜뉴스》. 2018년 2월 19일에 확인함.
19. ↑  박정엽 (2018년 2월 20일). “靑, '이재용 석방' 판사 징계청원에 "권한 없다"면서도 "국가기관 그 뜻 경청해야"”. 《조선일보》. 2018년 2월 20일에 확인함.
20. ↑  태원준 (2018년 2월 20일). “靑 ‘이재용 집유 판사 특별감사’ 국민청원에 “권한 없다””. 《국민일보》. 2018년 2월 20일에 확인함.
21. ↑  손제민 (2018년 2월 27일). “靑 “통합 인권교육 방안 마련” 페미니즘 교육의무화 청원 답변”. 《경향신문》. 2018년 2월 27일에 확인함.
22. ↑  김혜란 (2018년 2월 27일). “靑 페미니즘 교육 의무화 청원에 “통합 인권교육 추진…교육부 예산 12억 활용””. 《동아일보》. 2018년 2월 27일에 확인함.
23. ↑  장윤희 (2018년 3월 2일). “靑 '미성년자 성폭력범 처벌 강화' 청원 답변…"종신형 가능"”. 《뉴시스》 (서울). 2018년 3월 7일에 확인함.
24. ↑  홍태화 (2018년 2월 20일). “"팀추월 팀워크 의혹 밝혀달라" 청원 하루만에 20만명 돌파”. 《서울경제》. 2018년 4월 18일에 확인함.
25. ↑  박경준 (2018년 3월 6일). “靑 '팀추월 팀워크 의혹 밝혀달라' 청원에 "진상조사 하겠다"”. 《연합뉴스》 (서울). 2018년 3월 7일에 확인함.
26. ↑  김기현 (2018년 3월 6일). “靑, ‘'나경원 평창조직위원 파면’ 청원에 “조직위 권한””. 《KBS》. 2018년 3월 7일에 확인함.
27. ↑  문지영 (2018년 3월 8일). “'국회의원 급여 최저 시급으로' 국민청원에 대한 청와대 답변”. 《YTN》. 2018년 3월 11일에 확인함.
28. ↑  백민경 (2018년 3월 9일). “'국회의원 급여 최저시급으로 주라'는 청원에 청와대가 내놓은 답변”. 《중앙일보》. 2018년 3월 11일에 확인함.
29. ↑  박경준 (2018년 3월 8일). “靑 '네이버 수사촉구' 청원에 "수사기관이 진실 밝혀야"”. 《연합뉴스》 (서울). 2018년 3월 11일에 확인함.
30. ↑  김보협 (2018년 3월 14일). “아파트 횡단보도서 딸 잃은 부모 국민청원에 청와대 답변이 나왔다”. 《한겨레》. 2018년 3월 25일에 확인함.
31. ↑  서미선 (2018년 3월 14일). “이철성 "아파트내 횡단보도 사고도 처벌가능하게 법 개정"”. 《뉴스1》 (서울). 2018년 3월 25일에 확인함.
32. ↑  정은혜 (2018년 3월 23일). ““일베 사이트 폐쇄? 가능하다” 靑 국민청원 답변”. 《중앙일보》. 2018년 3월 25일에 확인함.
33. ↑  “청와대, "일베 폐쇄 가능… 좀 더 지켜볼 것"”. 《YTN》. 2018년 3월 23일. 2018년 3월 25일에 확인함.
34. ↑  정유미 (2018년 4월 9일). “김상조 "경제민주화 시작은 재벌개혁"… 경제민주화 청원에 답변”. 《SBS》. 2018년 4월 18일에 확인함.
35. ↑  주성식 (2018년 4월 13일). “靑, 장자연 사건 국민청원 답변… "사전조사 거쳐 재수사 여부 결정"”. 《아시아투데이》. 2018년 4월 18일에 확인함.
36. ↑  홍기상 (2018년 4월 24일). “靑, '히트앤드런방지법' 제정 청원에 '양육비 대지급제' 연구”. 《뉴스1》 (서울). 2018년 5월 16일에 확인함.
37. ↑  “청와대, '정부 개헌안 지지' 국민 청원 답변… "약속 못지켜 송구"”. 《YTN》. 2018년 5월 2일. 2018년 5월 16일에 확인함.
38. ↑  박경준 (2018년 5월 4일). “김현미, '다산신도시 택배 논란'에 "실버택배 개선안 협의키로"”. 《연합뉴스》 (서울). 2018년 5월 16일에 확인함.
39. ↑  김지환 (2018년 5월 8일). “靑 "GMO 완전표시제, 물가인상·통상마찰 우려 있지만 개선방안 마련"”. 《경향신문》. 2018년 5월 16일에 확인함.
40. ↑  권영훈 (2018년 5월 16일). “靑, '미세먼지 위험' 국민청원에 "중국 소송 어려워" 답변”. 《한국경제TV》. 2018년 5월 16일에 확인함.
41. ↑  이지영 (2018년 5월 21일). “靑, 청원 답변 "몰카범죄, 여성이 체감하는 불공정 시정되게 노력할 것"”. 《중앙일보》. 2018년 6월 3일에 확인함.
42. ↑  서혜림 (2018년 5월 25일). “靑, '위증의혹' 조여옥 징계청원 "특검자료 확보뒤 국방부 결정"”. 《연합뉴스》 (서울). 2018년 6월 3일에 확인함.
43. ↑  강문순 (2018년 5월 31일). “"불법 공매도 형사처벌"… 최종구 靑국민청원 답변”. 《파이낸셜뉴스》. 2018년 6월 3일에 확인함.
44. ↑  홍기상 (2018년 6월 5일). “靑, '국회의원 위법사실 전수조사' 청원 답변 공개”. 《뉴스1》 (서울). 2018년 6월 17일에 확인함.
45. ↑  김태규 (2018년 6월 11일). “靑, '性학대 아동구제' 청원 답변… "中 아동음란물, 공조수사 요청"”. 《뉴시스》 (서울). 2018년 6월 17일에 확인함.
46. ↑  김혜란 (2018년 6월 14일). “靑, TV조선 종편 허가 취소 청원에 "엄격한 법적 절차 거칠 사안"”. 《동아일보》. 2018년 6월 17일에 확인함.
47. ↑  서혜림 (2018년 6월 19일). “靑 "한나네 유기견보호소 폐쇄되지 않을 것… 행정명령 취소예정"”. 《연합뉴스》 (서울). 2018년 7월 15일에 확인함.
48. ↑  “靑 "K-9 사고 장병 순직 심사 완료… 치료비 계속 지원"”. 《YTN》. 2018년 7월 11일. 2018년 7월 15일에 확인함.
49. ↑  박정엽 (2018년 7월 13일). “靑, '서울광장 퀴어 행사 반대' 청원 답변… "금지할 수 없다"”. 《조선일보》. 2018년 7월 15일에 확인함.
50. ↑  이지영 (2018년 7월 19일). “靑, '무고죄 특별법 제정' 청원 답변… "악의적 사범 엄중 처벌 노력"”. 《중앙일보》. 2018년 7월 29일에 확인함.
51. ↑  장윤희 (2018년 7월 24일). “靑 '대통령 힘내세요' 국민청원 답변… "마음깊이 고마워"”. 《뉴시스》 (세종). 2018년 7월 29일에 확인함.
52. ↑  이순지 (2018년 8월 1일). “'난민 반대' 청원에 청와대가 내놓은 답변”. 《한국일보》. 2018년 8월 26일에 확인함.
53. ↑  유호윤 (2018년 8월 3일). “"구금된 선교사 도와달라" 국민청원에 靑 답변… "지원에 최선"”. 《KBS》. 2018년 8월 26일에 확인함.
54. ↑  이가영 (2018년 8월 8일). “청와대, '디스패치' 폐간 청원에 "정부 개입 불가능"”. 《중앙일보》. 2018년 8월 26일에 확인함.
55. ↑  신소윤 (2018년 8월 10일). “청와대 "개, 가축서 제외 검토"”. 《한겨레》. 2018년 8월 26일에 확인함.
56. ↑  박경준 (2018년 8월 23일). “김상곤 "형사처벌 안 받는 미성년자 14세→13세 미만 추진"”. 《연합뉴스》 (서울). 2018년 8월 26일에 확인함.
57. ↑  김태규 (2018년 9월 12일). “靑, 아동학대 처벌강화 청원 답변… "기존 규정 엄정히 적용"”. 《뉴시스》 (서울). 2018년 9월 30일에 확인함.
58. ↑  박광수 (2018년 9월 27일). “'디지털성범죄 특별수사' 국민청원에 대한 경찰청장의 답변”. 《중앙일보》. 2018년 9월 30일에 확인함.
59. ↑  박세환 (2018년 10월 12일). “대통령망 믿었는데… 청와대, 곰탐집 성추행 국민청원 '답변불가'”. 《국민일보》. 2018년 10월 21일에 확인함.
60. ↑  이재진 (2018년 10월 21일). “청와대 음주운전 '아웃' 방안 "현행범 체포, 구속수사"”. 《미디어오늘》. 2018년 10월 21일에 확인함.
61. ↑  박경준 (2018년 11월 16일). “靑 '인천여중생 사건 처벌 청원' 답변… "소년법-국민감정 괴리"”. 《연합뉴스》 (서울). 2018년 12월 13일에 확인함.
62. ↑  유호윤 (2018년 12월 7일). “'강서구 살인사건 청원'… 진선미 "청원 계기로 가정폭력 대책 마련"”. 《KBS》. 2018년 12월 13일에 확인함.
63. ↑  손제민 (2018년 12월 11일). “청와대 "심신미약 감경 부당하게 이뤄지지 않게 노력할 것"”. 《경향신문》. 2018년 12월 13일에 확인함.
64. ↑  변문우 (2018년 12월 17일). “靑, '분만 중 의료사고' 청원 답변… "정부 지원 가능"”. 《서울경제》. 2019년 3월 4일에 확인함.
65. ↑  신동민 (2018년 12월 18일). “靑, '더 이스트라이트 폭행'"청소년 인격권 보장 담은 표준계약서 마련 중"”. 《이투데이》. 2019년 3월 4일에 확인함.
66. ↑  문지영 (2018년 12월 18일). “조두순 출소 반대·소년법 개정 국민청원에 靑 답변”. 《YTN》. 2019년 3월 4일에 확인함.
67. ↑  김성휘 (2018년 12월 18일). “해군 부하 성폭행=무죄? 靑 "재판중이지만… 정부 책무 느껴"”. 《머니투데이》. 2019년 3월 4일에 확인함.
68. ↑  김성곤 (2018년 12월 26일). “靑, '이수역 폭행사건' 청원에 "경찰 결론 존중해야" 답변”. 《이데일리》. 2019년 3월 4일에 확인함.
69. ↑  박성준 (2019년 1월 7일). “사고로 아버지 잃은 딸 청원… "과속차량 처벌 강화 법개정 노력"”. 《세계일보》. 2019년 3월 4일에 확인함.
70. ↑  권영훈 (2019년 1월 7일). “靑, '국회의원 연봉인상 반대' 국민청원에 "靑 소관 아니야"”. 《한국경제TV》. 2019년 3월 4일에 확인함.
71. ↑  김동환 (2019년 1월 18일). “靑, '中 알루미늄 공장'과 '개 도살 방지' 청원에 답변”. 《세계일보》. 2019년 3월 4일에 확인함.
72. ↑  강문정 (2019년 1월 30일). “"아동학대 위탁모 엄벌" 청원에 "공적 개입 강화" 답변한 청와대”. 《국민일보》. 2019년 3월 4일에 확인함.
73. ↑  조현호 (2019년 1월 31일). “카풀반대청원에 김현미 "양족 갈등 해소하겠다"”. 《미디어오늘》. 2019년 3월 4일에 확인함.
74. ↑  황현택 (2019년 2월 13일). “靑 '조재범 강력 처벌' 청원에 "대책 실행력 뒷받침" 답변”. 《KBS》. 2019년 3월 4일에 확인함.
75. ↑  신진호 (2019년 2월 21일). “'https 차단' 국민청원에 방통위원장 "소통 노력 부족… 불법 사이트 차단해야"”. 《서울신문》. 2019년 3월 4일에 확인함.
76. ↑  한주홍 (2019년 2월 22일). “조국, 공수처 신설 청원 30만 넘자 "이제 국회가 답할 차례"”. 《뉴시스》. 2019년 3월 4일에 확인함.
77. ↑  조은효 (2018년 5월 30일). “靑 "국민청원 게시판, 국민놀이터 되지 못한 이유 없다"”. 《파이낸셜뉴스》. 2018년 6월 3일에 확인함.
78. ↑  조현호 (2017년 8월 22일). “윤영찬 "정부 메시지, 국민에 직접 전달할 필요 있다"”. 《미디어오늘》. 2017년 11월 27일에 확인함.
79. ↑  이동현 (2017년 11월 26일). “쏟아지는 국민청원에… 입법, 사법 침해할라 곤혹스런 靑”. 《한국일보》. 2017년 11월 27일에 확인함.
80. ↑  김수영 (2017년 11월 27일). “운영 100일… 靑 국민청원의 명암”. 《노컷뉴스》. 2017년 11월 27일에 확인함.
81. 1 2  이승준 (2017년 11월 20일). “청원게시판 부작용 있지만… 문 대통령 "국민 의견 표출할 곳 필요"”. 《한겨레》. 2017년 11월 27일에 확인함.
82. ↑  한상준; 문병기 (2017년 11월 20일). “참여 통로냐 vs 떼법 창구냐… 靑 국민청원 게시판 3개월, 명과 암”. 《동아일보》. 2017년 11월 27일에 확인함.
83. ↑  김혜지; 노우리; 배민주; 송승현 (2017년 11월 28일). “'모발 이식비 지원' '文대통령, 여자 연예인과 사진 찍지 말라'… 청와대 청원게시판에 올라온 별별 청원들”. 《조선일보》. 2017년 11월 28일에 확인함.
84. ↑  “[ESC] 대통령님, 한국식 나이 셈법 없애주세요!”. 《한겨레》. 2018년 2월 15일. 2018년 2월 19일에 확인함.
85. ↑  한지연 (2018년 2월 6일). “'중복 청원' 논란… 청와대, 카카오톡 연결 중단”. 《머니투데이》. 2018년 2월 7일에 확인함.
86. ↑  홍석희 (2018년 2월 6일). “靑 '카카오톡 청원' 잠정 중단… 중복 논란 1달만”. 《헤럴드경제》. 2018년 2월 7일에 확인함.
87. ↑  안상현 (2017년 11월 28일). “[잠깐만요!] 20만, 30만명… 靑 청원 숫자 믿을 수 있나”. 《조선일보》. 2018년 2월 7일에 확인함.
88. ↑  이태규 (2018년 2월 20일). “분노 배출·해코지 수단 된 靑 신문고”. 《서울경제》. 2018년 2월 27일에 확인함.
89. ↑  문지영 (2018년 2월 21일). “51만 돌파한 '김보름·박지우 청원', 청와대 행정관이 밝힌 생각”. 《YTN》. 2018년 2월 27일에 확인함.
90. ↑  정지용 (2018년 6월 17일). “제주 예멘 난민 문제로 뜨거운 靑 게시판… '인도주의' 시험대 올라”. 《국민일보》. 2018년 7월 15일에 확인함.
91. ↑  “청와대 '제주 난민 거부' 청원 일방삭제 논란”. 《한국일보》. 2018년 6월 18일. 2018년 7월 15일에 확인함.
92. ↑  서현숙 (2018년 7월 6일). “'사라진 청원'… 타이레놀 편의점 판매 중지 청원 삭제”. 《국민일보》. 2018년 7월 15일에 확인함.
93. ↑  김현주 (2022년 3월 19일). “‘국민청원’ 게시판 존폐기로…다음달 게시판 운영 종료될 수도”. 《세계일보》. 2022년 3월 19일에 확인함.